# Bartolomé Esteban Murillo
Bartolomé Esteban Murillo (Sevilla, batejat l'1 de gener de 1618 – 3 d'abril de 1682) fou un pintor andalús del segle xvii. Format en el naturalisme tardà, va evolucionar cap a fórmules pròpies del barroc ple amb una sensibilitat que de vegades anticipa el Rococó en algunes de les seves més peculiars i imitades creacions iconogràfiques com la Immaculada Concepció o la figura infantil del Bon Pastor. Personalitat central de l'escola sevillana, amb un elevat nombre de deixebles i seguidors que van portar la seva influència fins ben entrat el segle xviii, va ser també el pintor espanyol més conegut i més apreciat fora d'Espanya, l'únic que Sandrart va incloure a la seva Academia picturae eruditae de 1683, amb una breu i fabulada biografia i també amb l'Autoretrat del pintor gravat per Richard Collin. Condicionat per la clientela, en la seva majoria formada per eclesiàstics, el gruix de la seva producció està format per obres de caràcter religiós, però a diferència de la resta dels grans mestres espanyols del seu temps va cultivar també la pintura de gènere de forma continuada i independent.

## Vida i obra
Possiblement va néixer els últims dies de l'any 1617 perquè va ser batejat a la parròquia de Santa María Magdalena de Sevilla l'1 de gener de 1618. Era el fill menor d'una família de catorze germans. El seu pare, Gaspar Esteban, era un cirurgià barber a qui de vegades es donava tractament de batxiller, i la seva mare s'anomenava María Pérez Murillo, de qui va prendre el cognom per a signar la seva obra. En morir els seus pares quan tan sols tenia 10 anys, va quedar sota la tutela d'una de les seves germanes grans, Ana, casada amb un barber cirurgià de nom Juan Agustín de Lagares. Bartolomé mantindria molt bona relació amb la parella, perquè no es va mudar de domicili fins al seu matrimoni, el 1645. L'any 1656, ja vidu, el seu cunyat el va nomenar marmessor testamentari.
El 1645 Murillo va contreure matrimoni amb Beatriz Cabrera, filla d'una família d'argenters, amb qui va tenir almenys nou fills, dels quals únicament cinc -la més petita de quinze dies- van sobreviure a la mare, que morí el 31 de desembre de 1663. Solament un del fills, Gabriel (1655-1700), sembla haver seguit l'ofici patern per a qui, si creiem a Palomino, era subjecte de bones qualitats i «més grans esperances». Gabriel marxà a les Índies el 1678, gairebé no complerts els vint anys, on arribà a ser Corregidor de Naturals, d'Ubaque (Colòmbia),

### Formació i primers anys

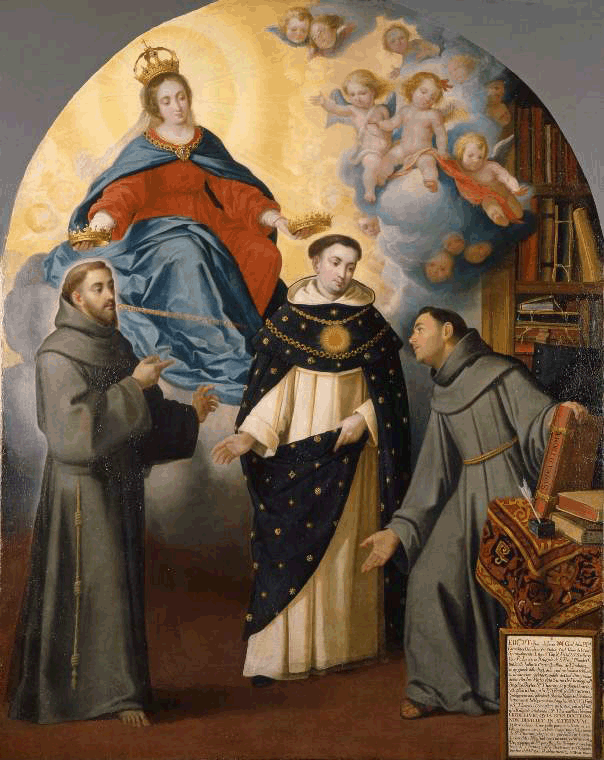
La Mare de Déu amb fra Lauteri, sant Francesc d'Asís i sant Tomàs d'Aquino, cap a 1638-1640, oli sobre llenç, 216 x 170 cm, Cambridge, Museu Fitzwilliam. Una cartel·la a l'angle inferior dret explica el contingut d'aquest inusual assumpte, en el que la Mare de Déu aconsella el franciscà fra Lauteri, estudiant de teologia, la consulta de la Summa Theologiae de l'aquinatense per resoldre els seus dubtes de fe.

Quasi no es tenen notícies documentals dels primers anys de vida de Murillo i de la seva formació com a pintor. Consta que el 1633, quan tenia quinze anys, va sol·licitar llicència per marxar a Amèrica amb alguns familiars. Segons el costum de l'època, durant aquests anys o una mica abans, deuria iniciar la seva formació artística. Encara que no existeix cap document, és molt possible que es formés al taller del seu parent Juan del Castillo —com afirmà Antonio Palomino—, un respectat artista de Sevilla, i on aviat Murillo començà a destacar d'entre els deixebles. La influència de Castillo s'adverteix amb claredat en les que, probablement, siguin les obres més primerenques conservades de Murillo, les dates d'execució de les quals podrien correspondre al voltant de 1638-1640: La Mare de Déu lliurant el rosari a Santo Domingo (Sevilla, Palau Arquebisbal i antiga col·lecció del comte de Toreno) i La Mare de Déu amb fra Lauteri, sant Francesc d'Asís i sant Tomàs d'Aquino (Cambridge, Fitzwilliam Museum), de dibuix sec i alegre colorit.
Segons Palomino, en deixar el taller de Juan del Castillo, Murillo estava prou qualificat per a «mantenir-se pintant de fira (això aleshores prevalia molt), i va fer una partida de pintures per carregar cap a les Índies. Havent-hi adquirit per aquest mitjà un «tros de cabal», va passar a Madrid, on amb la protecció de Diego Velázquez, el seu paisà (...), va veure moltes vegades les eminents pintures de Palau». Encara que no és improbable que en els seus començaments, com d'altres pintors sevillans, pintés quadres de devoció per al lucratiu comerç americà, res no indica que viatgés a Madrid en aquestes dates, com tampoc és probable que realitzés el viatge a Itàlia que li va atribuir Sandrart. El mateix Palomino va desmentir ja aquest viatge, després d'investigar la qüestió, segons deia, amb «exacta diligència». Fora d'això, la infundada suposició d'un viatge a Itàlia, segons pensava el cordovès, naixia del fet «que els estrangers no volen concedir en aquest art el «llorer de la Fama» a cap espanyol, si no ha passat per les duanes d'Itàlia: sense advertir, que Itàlia s'ha transferit a Espanya en les estàtues, pintures eminents, estampes, i llibres; i que l'estudi del natural –amb aquests antecedents– a totes parts abunda». El mateix Palomino, que havia arribat a conèixer-lo encara que no el tractés, deia haver escoltat altres pintors que en els seus primers anys «s'havia estat tancat tot aquell temps a casa seva estudiant pel natural, i que d'aquesta sort havia adquirit l'habilitat». Aquesta habilitat artística és la que, en exposar les seves primeres obres públiques, pintades per al convent dels franciscans, va fer possible que es guanyés el respecte i l'admiració dels seus paisans, els quals fins aquest moment res no sabien de la seva existència i progressos en l'art. En qualsevol cas, l'estil que es manifesta a les seves primeres obres importants, com són les citades pintures del claustre petit del convent de sant Francesc, va poder aprendre-ho sense sortir de Sevilla estudiant els artistes de la generació anterior, com Zurbarán i Francisco Herrera el Vell.

### Sevilla en elseglexvii
Sevilla era a començaments del segle xvii el «paradigma de ciutat». Ostentava el monopoli del comerç amb les Índies i comptava amb la Reial Audiència de Sevilla, diversos tribunals de justícia —entre ells el de la Inquisició—, l'arquebisbat, la Casa de la Contractació d'Índies, la Casa de Moneda, consolats i duanes. Encara que els 130.000 habitants amb els quals comptava a la fi del segle xvi havien disminuït a conseqüència de la pesta de 1599 i l'expulsió dels moriscs, quan va néixer Murillo continuava sent una ciutat cosmopolita, la més poblada a Espanya i una de les més grans del continent europeu. A partir de 1627 van aparèixer alguns símptomes de crisi a causa de la disminució del comerç amb les Índies, que lentament es desplaçava cap a Cadis, de l'esclat de la Guerra dels Trenta Anys i de la separació de Portugal. Però el problema més greu va arribar amb la pesta de 1649, d'efectes devastadors, en la que el pintor podria haver perdut algun fill. La població es va reduir a la meitat, comptabilitzant-se uns 60.000 morts, i ja no es va recuperar: àmplies zones urbanes, sobretot al voltant de les parròquies populars de la zona nord, van quedar semidesertes i les seves cases convertides en solars.

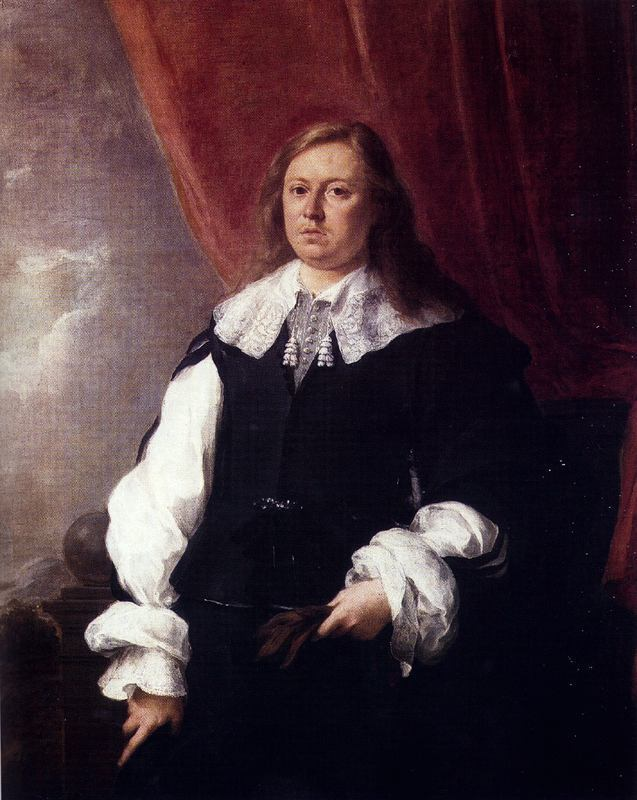
Josua van Belle, 1670, oli sobre llenç, 125 x 102 cm, Dublín, National Gallery of Ireland. Murillo va retratar Belle, comerciant holandès arribat a Sevilla el 1663, amb l'elegant actitud pròpia del retrat nòrdic que va poder conèixer a les col·leccions de pintura dels comerciants d'aquesta procedència establerts en la ciutat. Està davant d'una cortina de viu color porpra que no s'aprecia en aquesta reproducció.

Encara que la crisi va afectar de manera desigual els diversos segments de la població, el nivell de vida general va disminuir. Les classes populars, les més afectades, van protagonitzar el 1652 un motí de curt abast causat per la fam; però, a grans trets, la caritat va funcionar com a pal·liatiu de la injustícia i la misèria, que afectava uniformement tant als captaires que s'amuntegaven a la vora del palau episcopal per rebre el pa rodó que repartia l'arquebisbe, com als centenars de pobres «vergonyants» comptabilitzats en cada parròquia o en institucions específicament dedicades a la seva atenció. Entre aquestes institucions va destacar la Germandat de la Caritat, revitalitzada després de 1663 per Miguel Mañara, qui el 1650 i 1651 havia actuat com a padrí de baptisme de dos dels fills de Murillo. El pintor era un home devot com ho demostra el seu ingrés a la Confraria del Roser el 1644; a més, va rebre l'hàbit de l'orde de Sant Francesc el 1662 i es dedicava freqüentment al repartiment de pa organitzat per les parròquies a les quals successivament va estar adscrit.
Encara que menys afectada per la crisi, l'Església també va notar les seves conseqüències: després de 1649 gairebé no s'establiran nous convents: tan sols dos o tres fins al segle xix, enfront dels nou convents de barons i un de dones que s'havien fundat des de l'any del naixement de Murillo fins aquesta data. Els seus setanta convents eren, sens dubte, més que suficients per a una ciutat que havia vist disminuir tan dràsticament la seva població; però l'absència de noves fundacions conventuals no va donar fi a la demanda d'obres d'art, ja que temples i cenobis no van deixar d'enriquir-se artísticament pels seus propis medis o per donacions de particulars benestants, com el mateix Mañara.
El comerç amb les Índies, encara que no generés una xarxa industrial, va continuar aportant treball a teixidors, llibreters i artistes. Els compradors de plata, que s'encarregaven d'afinar els lingots i els portaven a tallar a la Casa de la Moneda, eren professionals exclusius de Sevilla; tampoc els va faltar el treball als oficials de la Casa de la Moneda, almenys temporalment, quan arribava la flota a port. I mai no van faltar els comerciants arribats de l'estranger, que feien de Sevilla una ciutat cosmopolita. S'estima que el 1665 la xifra d'estrangers residents a Sevilla rondava els set mil, encara que lògicament no tots ells es dedicaven al comerç. Alguns s'havien integrat plenament dins la ciutat després de fer fortuna: Justino de Neve, protector de l'església de Santa María la Blanca i de l'Hospital de Venerables, per als que va encarregar a Murillo algunes de les seves obres mestres, procedia d'una d'aquelles famílies d'antics comerciants flamencs establerts en la ciutat ja al segle xvi. Altres es van incorporar en dates més avançades: l'holandès Josua van Belle i el flamenc Nicolás de Omazur, als quals va retratar Murillo, van arribar a la ciutat després de 1660. Homes cultes, alhora que adinerats, van haver de viatjar a Sevilla amb retrats i quadres d'aquella procedència, el que explicaria la influència, entre d'altres, de Bartholomeus van der Helst present en els retrats del sevillà. Ells van ser també els encarregats d'estendre la fama de Murillo més enllà de la península; de manera singular, Nicolás d'Omazur, l'amistat del qual amb el pintor el va portar a encarregar, a la seva mort, un gravat de l'Autoretrat ara conservat a la National Gallery de Londres. Aquest retrat va acompanyat d'un text laudatori en llatí, possiblement redactat per ell, ja que a més de comerciant era conegut com a poeta.

### Primers encàrrecs

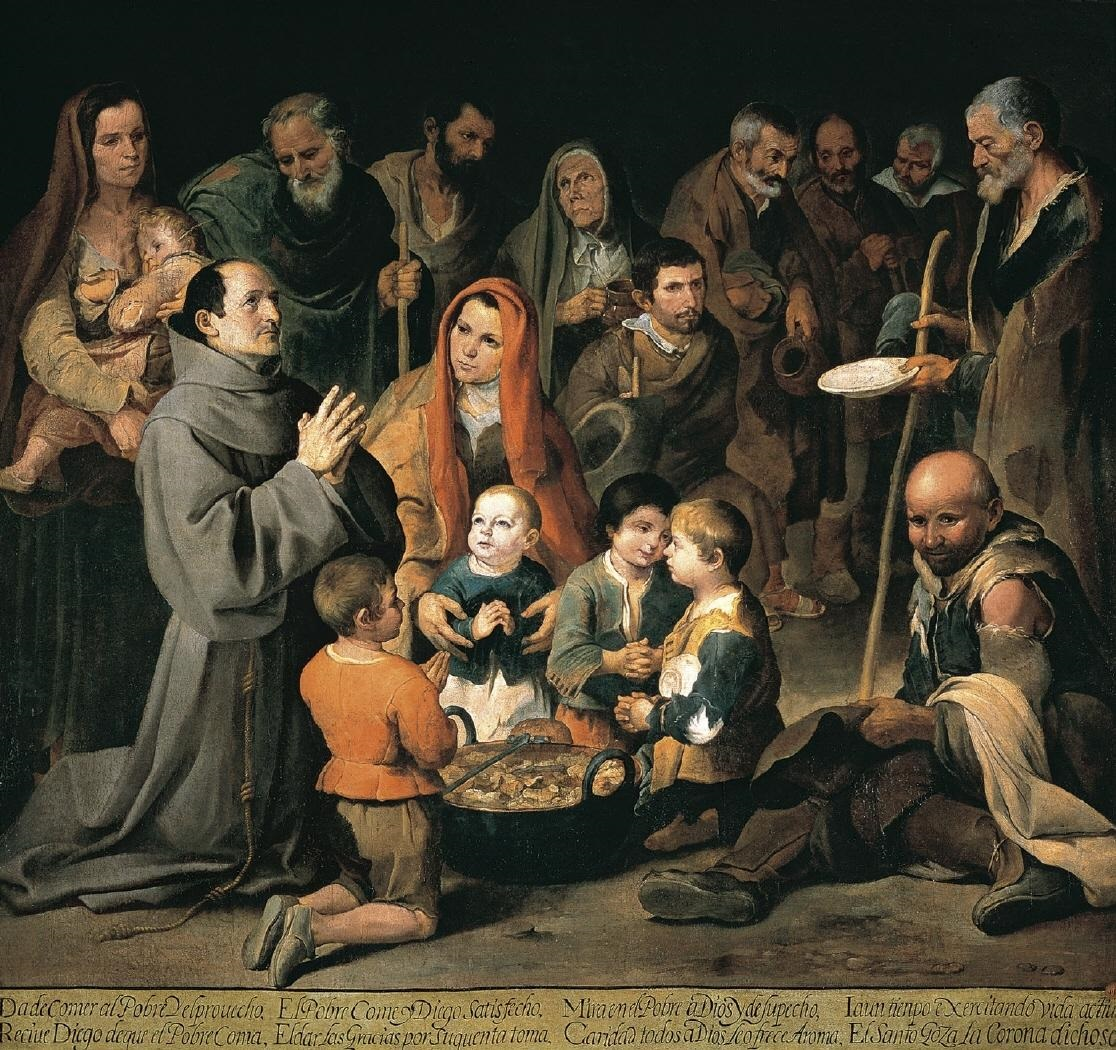
Sant Dídac d'Alcalá donant menjar als pobres, cap a 1646, oli sobre llenç, 173 x 183 cm, Madrid, Reial Acadèmia de Belles Arts de San Fernando.

L'any 1645 Murillo pintà tretze quadres per al claustre petit del convent de Sant Francesc de Sevilla, on va treballar de 1645 a 1648. Els quadres quedaren dispersos després de la Guerra de la Independència. La sèrie narra, amb un propòsit didàctic, algunes històries poques vegades representades de sants de l'orde franciscà, de forma especial seguidors de l'Observança espanyola a la qual estava adscrit el convent. En l'elecció dels seus assumptes es va posar l'accent a l'exaltació de la vida contemplativa i de l'oració —representades al Sant Francesc confortat per un àngel, de la Reial Acadèmia de Belles Arts de San Fernando i La cuina dels Àngels (Museu del Louvre)—, l'alegria franciscana —exemplificada al Sant Francesc Solano i el bou (Patrimoni Nacional, Reial Alcàsser de Sevilla)—, i l'amor al proïsme —reflectit específicament al Sant Dídac d'Alcalá donant menjar als pobres (Reial Acadèmia de San Fernando). Amb un fort accent naturalista que segueix la tradició del tenebrisme de Zurbarán, Murillo va recollir en aquest últim llenç un repertori complet de tipus populars que estan retratats amb una dignitat tranquil·la, curosament ordenats en una composició senzilla que s'estructura en plans paral·lels i retallats sobre un fons negre. En el centre, al voltant del calder, destaca un grup de nens mendicants, en què ja es pot apreciar l'interès que mostra el pintor pels temes infantils, interès que ja mai abandonarà i que li proporcionaren un renom justificat.
Si la sèrie, en el seu conjunt, pot explicar-se dins de la tradició monàstica iniciada per Francisco Pacheco, el naturalisme d'algunes de les seves peces i l'interès pel clarobscur mostren una afinitat amb l'obra de Francisco de Zurbarán que podria considerar-se ja una mica arcaica. Diego Velázquez i Alonso Cano, de la mateixa generació que el mestre extremeny, feia anys que havien abandonat el tenebrisme. La tendència a l'intens clarobscur, tanmateix, es veurà accentuada en alguna obra posterior —si bé encara forma part de la seva producció primerenca—, com pot ser l'Última Cena de l'església de Santa María la Blanca, datada el 1650. Però al costat d'aquest gust per la il·luminació intensa i contrastada, en alguns llenços de la mateixa sèrie franciscana s'aprecien novetats que el distancien de Zurbarán, i permetrien explicar la bona acollida que va tenir l'encàrrec, encara que fos modestament pagat. Per exemple, la difusa il·luminació celestial que embolcalla el seguici de santes que acompanyen a Maria en el llenç apaïsat que representa La mort de Santa Clara (Dresden, Gemäldegalerie, datat el 1646); en les figures de les santes d'aquesta obra es manifesta ja el sentit de la bellesa amb la qual Murillo acostumarà a retratar els personatges femenins. O el dinamisme de les figures que poblen la Cuina dels Àngels, on es representa el llec fra Francisco d'Alcalá en estat de levitació i els àngels fent feines de la cuina. Malgrat tot, i al costat d'aquests encerts, també es pot advertir en el conjunt de la sèrie una certa turpitud en la forma de resoldre els problemes de perspectiva a més de la utilització d'estampes flamenques com a font d'inspiració. A elles es deu, en bona part, el dinamisme de les figures angèliques, preses principalment de la sèrie Angelorum Icones de Crispin van de Passe. Altres fonts emprades, com Rinaldo i Armida —un gravat de Pieter de Jode II sobre una composició d'Anton van Dyck realitzat només dos anys anterior a l'encàrrec de la sèrie—, demostren que Murillo podia estar al dia de les darreres novetats en pintura.

### De 1649 a 1655: l'impacte de la pesta

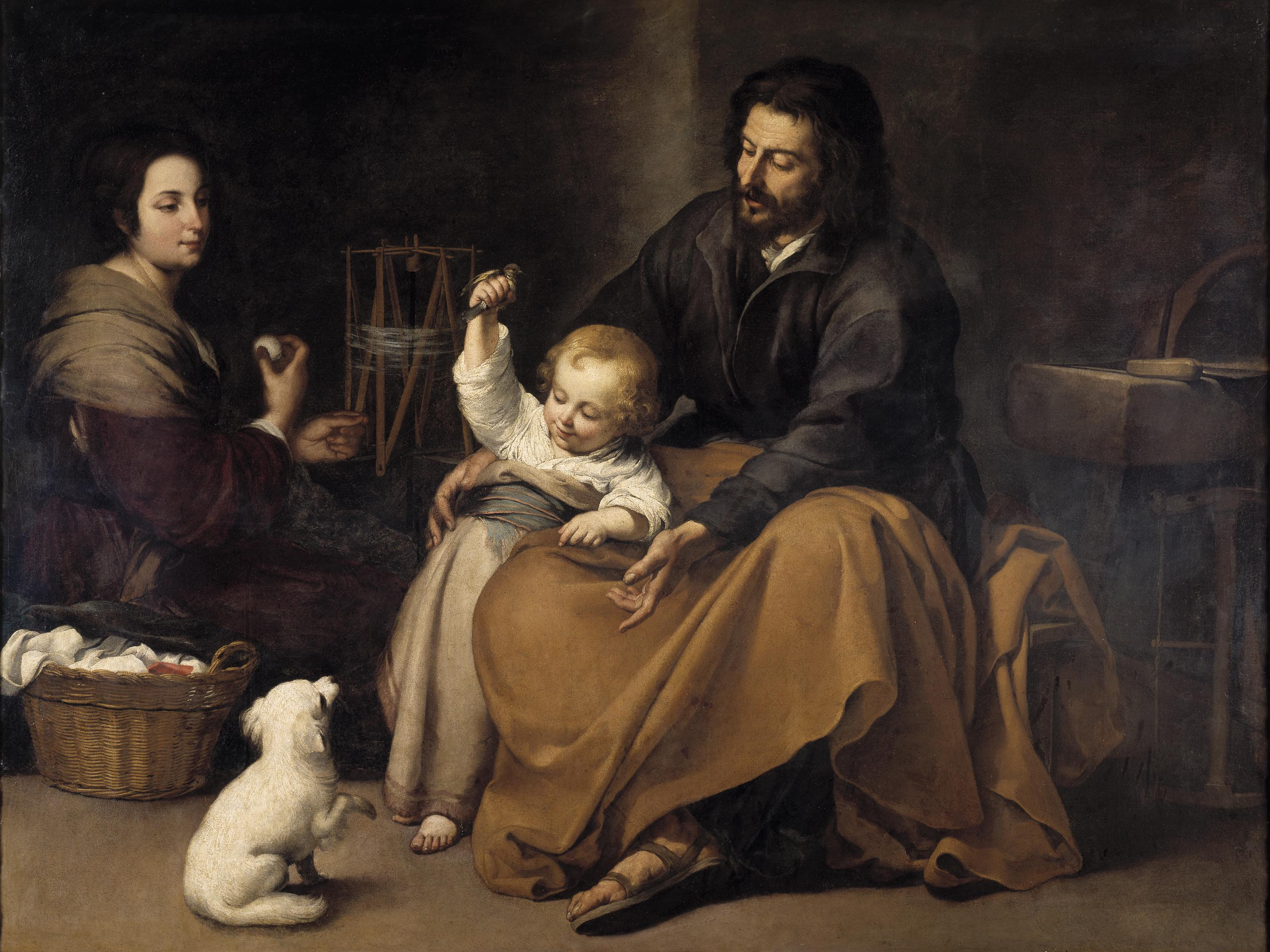
Sagrada Família de l'ocellet, cap a 1649-1650, oli sobre llenç, 144 x 188 cm, Madrid, Museu del Prado. Amb un tractament del llum i un estudi dels objectes inanimats encara sota la influència de Francisco de Zurbarán, Murillo va crear un ambient intimista, d'una tranquil·la quotidianitat, que serà característic de la seva pintura. Aborda el fet religiós, en el que la figura de Sant Josep cobra un especial protagonisme, amb els recursos propis del naturalisme i una visió personal i molt humana.

Durant els anys immediatament posteriors al terrible impacte de la pesta de 1649 no se sap que tingués una gran quantitat d'encàrrecs, però sí que li demanaren un elevat nombre d'imatges de devoció, entre elles algunes de les obres més populars del pintor. En aquestes pintures, en la il·luminació clarobscura, es distancia de Zurbarán per anar a la recerca d'una major mobilitat i intensitat emotiva, tot interpretant els temes sagrats amb una humanitat delicada, íntima. Les diverses versions de la Mare de Déu amb l'Infant o de l'anomenada La Mare de Déu del rosari amb l'Infant —entre elles les del Museu de Castres, Palau Pitti i Museu del Prado–, l'Adoració dels pastors i la Sagrada Família de l'ocellet —totes dues del Museu del Prado—, la juvenil Magdalena penitent —a la National Gallery of Ireland i a Madrid, a la col·lecció Arango—, o la Fugida a l'Egipte —Detroit Institute of Arts—, pertanyen a aquest període. També en aquesta època va abordar per primera vegada el tema de la Immaculada a l'anomenada Concepció Grand o Concepció dels franciscans (Sevilla, Museu de Belles Arts), amb la qual va iniciar la renovació de la seva iconografia a Sevilla segons el model de Ribera.
En el terreny de la pintura profana, també pertany a aquest període el Nen esplugant-se o Jove mendicant, del Museu del Louvre, el primer testimoni conegut de l'atenció i dedicació del pintor als motius populars amb protagonistes infantils. En ella s'observa una nota de melancolia, de pessimisme, quan mostra al petit camàlic traient-se els paràsits tot sol, un pessimisme que abandonarà per complet en les seves obres posteriors més vitals i alegres. D'una altra categoria són la reapareguda Vella filadora de Stourhead House —coneguda anteriorment només per una còpia mediocre desada al Museu del Prado—, i la Vella amb gallina i cistella d'ous (Múnic, Alte Pinakothek), que va poder pertànyer a Nicolás de Omazur. Aquestes són pintures de gènere concebudes quasi com a retrats a partir de l'observació directa, immediata, encara que en elles s'acusi també la influència de la pintura flamenca a través de les estampes de Cornelis Bloemaert.
Al segle xvii, amb un arquebisbe i més de seixanta convents, Sevilla era un important focus de cultura religiosa. En ella, la religiositat popular, encoratjada per les institucions eclesiàstiques, es va manifestar a vegades amb vehemència. Així va succeir el 1615 quan, segons Diego Ortiz de Zúñiga i d'altres cronistes de l'època, la ciutat sencera es va llançar al carrer per proclamar la «Concepció de Maria sense pecat original», en resposta al sermó d'un pare dominicà que havia manifestat una «opinió poc piadosa» en relació al misteri. Aquell any i els següents, entre els actes de desgreuge es van celebrar processons i festes tumultuoses a les quals no van faltar negres i mulats, i tal com es deia, d'haver-s'ho permès també haguessin participat «Moros i Moras» amb la seva pròpia festa. La pesta de 1649 va fer, a més a més, que s'incrementessin algunes devocions amb títols tan significatius com les del Crist de la Bona Mort o del Bon Final, i que es fundessin o renovessin confraries com la dels Agonitzants, l'objectiu de les quals era procurar als germans sufragis i una digna sepultura.
En aquest ambient d'intensa religiositat, la clientela eclesiàstica constituïa només una part, i potser no la més gran, de l'àmplia demanda d'obres religioses, fet que permetria explicar la producció murillesca d'aquests anys destinada a clients privats i no a temples o convents. En aquesta producció artística, s'observa la repetició de motius i l'existència de còpies sortides del taller, com succeeix amb la Santa Caterina d'Alexandria de mig cos, coneguda per diverses còpies, però que l'original es troba actualment a la Fundació Focus-Abengoa de Sevilla. Nombrosos particulars van posar a càrrec seu la fundació o dotació d'esglésies, convents i capelles; i, a més a més, no podien faltar en cap llar, per modesta que fos, pintures o senzilles làmines de temàtica religiosa. Un estudi estadístic fet sobre 224 inventaris sevillans entre els anys 1600 i 1670, amb un total de 5.179 pintures ressenyades, dona la xifra de 1.741 quadres religiosos en poder de particulars, és a dir, una mica més d'un terç del total. Pocs més, 1.820, corresponien a la pintura profana de qualsevol gènere i dels restants 1.618 no es determinava el motiu però segurament molts d'ells contindrien també un assumpte religiós. Com en altres llocs d'Espanya, el percentatge de pintures profanes era major en les col·leccions de la noblesa i el clericat, augmentant la pintura de motiu religiós segons es baixava dins l'escala social, fins a ser quasi l'únic gènere present en els inventaris dels agricultors i treballadors en general.

### L'arribada d'Herrera el Jove a Sevilla i la recepció del ple barroc

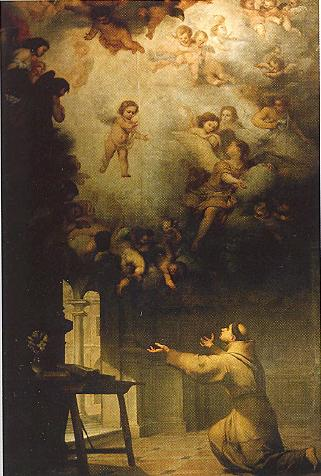
Visió de Sant Antoni de Pàdua, 1656, oli sobre llenç, Catedral de Sevilla. El quadre marca la «definitiva inflexió» de Murillo cap a l'estil barroc ple.

El 1655, procedent de Madrid, va arribar a Sevilla Francisco de Herrera el Jove després d'una probable estada d'alguns anys a Itàlia. Poc després d'arribar va pintar el Triomf del Sagrament de la Catedral de Sevilla; aquesta obra presenta la novetat de les seves grans figures situades a contraclaror en un primer pla i el voleteig d'àngels infantils tractats amb una pinzellada fluida i quasi transparent, com si estiguessin a les llunyanies. La seva influència es podrà advertir tot seguit en la Visió de sant Antoni de Pàdua, un quadre de grans dimensions que Murillo va pintar per a la capella baptismal de la mateixa catedral solament un any més tard. La neta separació dels espais celestial i terrenal amb una equilibrada composició i la presència de figures monumentals, són trets característics de la pintura sevillana que es trenquen decididament en aquesta obra, on es potencia la diagonal i situa el trencament de la glòria desplaçat a l'esquerra. El sant, a la dreta, estén els braços cap a la figura de l'infant Jesús, que apareix aïllat sobre un fons vivament il·luminat. La distància que els separa subratlla la intensitat dels sentiments del sant i el seu anhel expectant. El sant se situa en un espai interior en penombra però obert a una galeria; d'aquesta manera es crea un segon focus d'una intensa il·luminació i així s'aconsegueix una admirable profunditat espacial tot evitant el violent contrast entre un cel il·luminat i una terra en ombres. Amb tot això, s'unifiquen els espais mitjançant una llum difusa però vibrant en la que alguns àngels del primer pla queden també a contraclaror.
La mateixa evolució de la seva pintura va fer possible aquesta ràpida assimilació de les novetats que introduí Herrera. També són del 1655, la parella de quadres dels sants sevillans Sant Isidor i Sant Leandre acabats en el mes d'agost que es van col·locar a la sagristia de la catedral; les pintures foren costejades per l'acabalat canonge Juan Federigui. Tractant-se de figures monumentals —més grans que al natural, ja que havien d'anar sobre les parets–, apareixen banyades per una llum platejada que provoca en les túniques blanques unes llampades brillants aconseguides gràcies a una pinzellada pastosa i fluida. La Lactància de Sant Bernat i la Imposició de la casulla a Sant Ildefons, tots dos en el Museu del Prado, són d'origen desconegut i de datació controvertida però podrien ser de la mateixa època. Els quadres se citen per primera vegada a l'inventari del Palau Reial de la Granja de 1746 com a pertanyents a Isabel de Farnesio, probablement adquirits durant els anys d'estada de la cort a Sevilla. Per la seva mida, de més tres metres d'alt i dimensions similars, es pot suposar que són quadres d'altar, encara que es desconeix l'església per a la qual van ser pintats i si la procedència, com sembla, és la mateixa per a tots dos. Encara s'aprecia en ells el gust per la il·luminació clarobscura i les figures monumentals, amb una composició sòbria i diversos detalls decoratius en els quals es reconeix la influència de Juan de Roelas, principalment pel llenç de Sant Bernat, encara que Murillo en fa un tractament dels accessoris més naturalista. Al mateix temps, cal destacar que la subtil col·locació de les llums, especialment a les zones més intensament il·luminades, anuncia el tractament líric de la matèria que serà característic de la seva obra posterior.
Hi ha dos conjunts importants, els encàrrecs dels quals no han pogut ser documentats, que podrien pertànyer també a aquest període pel seu ric sentit del color i la disposició d'algunes figures a contraclaror. Són els tres llenços monumentals dedicats a la vida de sant Joan el Baptista —dels que únicament se sap que el 1781 penjaven al refetor del convent de religioses agustinianes de Sant Leandre de Sevilla, venuts pel convent el 1812 i actualment dispersos entre els museus de Berlín, Cambridge i Chicago—, i la sèrie del fill pròdig (Dublín, National Gallery of Ireland), de la qual algun esbós es conserva en el Museu del Prado; aquesta sèrie està inspirada en gravats de Jacques Callot però que Murillo va saber adaptar al seu propi estil pictòric i a l'ambient sevillà del moment, com s'observa en les vestimentes i les fisonomies dels seus protagonistes. Aquesta aproximació històrica és especialment digna d'ésser esmentada al llenç anomenat El fill pròdig fa vida dissoluta, on es veu una escena costumista contemporània amb tots els elements propis d'un celler i d'altres detalls naturalistes hàbilment resolts; per exemple, la figura del músic que, situat a contraclaror, fa més agradable el banquet, el gosset que surt sota les estovalles o els generosos escots de les dames engalanades amb robes de vistosos colors i un mesurat erotisme.

### Anys de plenitud
L'any 1658 va fer una estada a Madrid on sembla que va conèixer a Diego Velázquez. i el 1660 va intervenir en la fundació de l'Acadèmia de Pintura a Sevilla. El seu objectiu era permetre que tant els mestres de pintura i escultura com els joves aprenents perfeccionessin el dibuix anatòmic; l'acadèmia facilitava la pràctica amb models vius, activitat sufragada pels mestres que també aportaven diners per la despesa en llenya i espelmes, ja que les sessions tenien lloc a la nit. Murillo fou el seu primer copresident, juntament amb Francisco de Herrera el Jove, que va marxar aquell mateix any a Madrid per establir-se definitivament a la cort. El novembre de 1663 encara va participar en la sessió on es va acordar la redacció dels estatuts de l'acadèmia, però llavors havia deixat ja la seva presidència; al capdavant d'ella apareix en la documentació el nom de Sebastián de Llanos y Valdés. Segons Palomino, que descriu sempre el caràcter tranquil i la modèstia de Murillo, l'hauria abandonada i establert una acadèmia particular a casa seva, per no tenir disputes amb Juan de Valdés Leal, que fou elegit president a continuació, que era de caràcter altiu i que «en tot volia ser només ell».

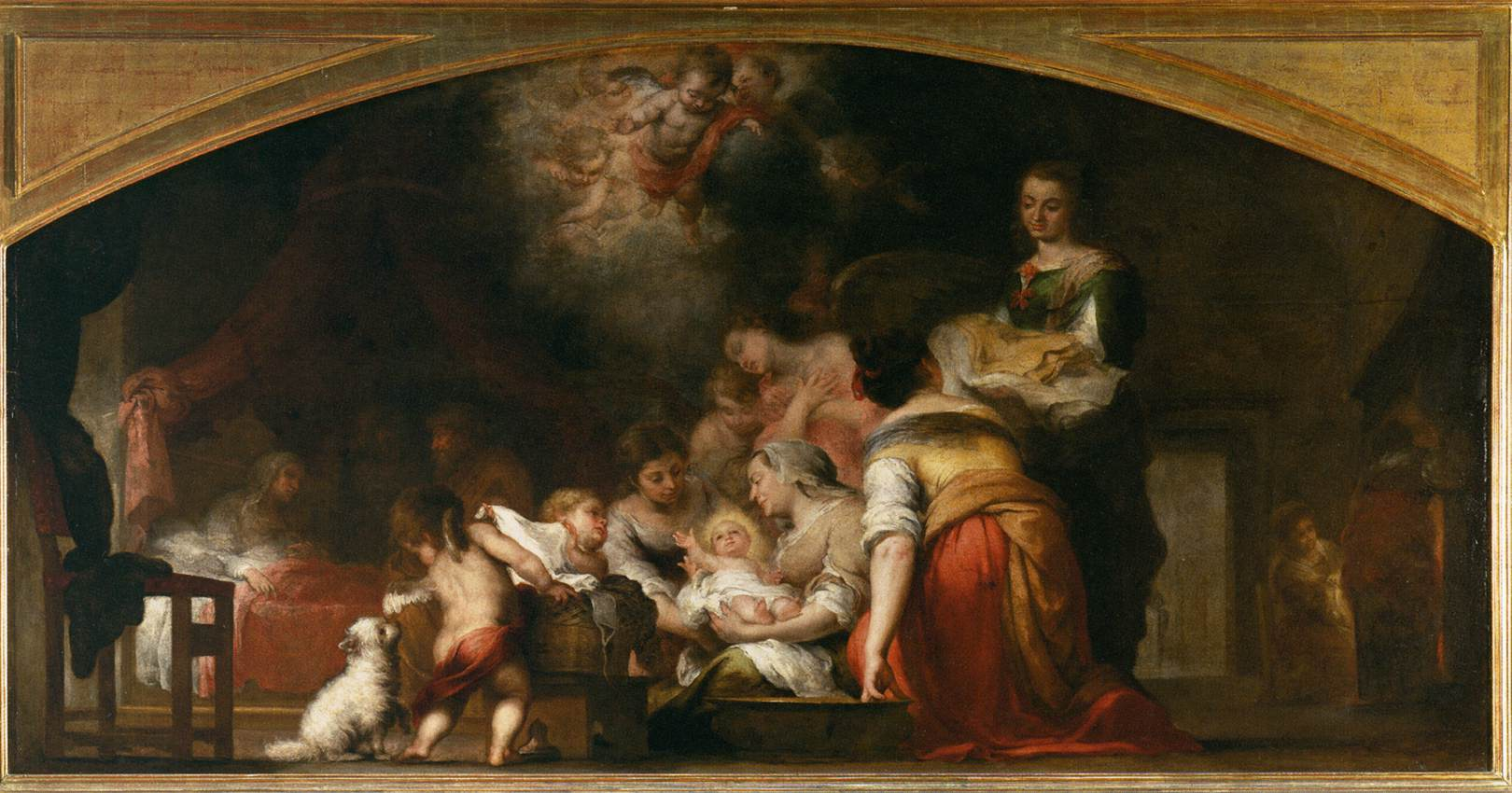
El naixement de Maria, 1660, París, Museu del Louvre.

Del 1660 és una de les obres més significatives i admirades de la seva producció: El naixement de Maria del Museu del Louvre, pintat per a la sobreporta de la Capella de la Concepció de la catedral sevillana. En el centre, sota un petit glòria, un grup de matrones i àngels en composició decreixent –a imitació de Rubens– s'arremolinen alegres al voltant de la nounada, de la que emana un focus de llum que il·lumina intensament el primer pla i es degrada cap al fons. Així arriba a crear efectes atmosfèrics a les escenes laterals, que queden més endarrerides i amb focus de llum autònoms, on apareixen santa Anna a l'esquerra –en un llit sota dosser, contrastant la seva tènue il·luminació amb la de la cadira situada en un primer terme a contraclaror–, i dues donzelles a la dreta, que estan eixugant els bolquers amb l'escalfor del foc d'una xemeneia. Segons el crític Diego Angulo, aquesta jerarquització curosament estudiada de les llums fa pensar en la pintura flamenca i, en concret, en la de Rembrandt. Murillo va poder conèixer l'obra dels pintors flamencs a través d'estampes, o per la presència d'alguna de les seves obres en col·leccions sevillanes, com la de Melchor de Guzmán (marquès de Villamanrique), de qui se sap que posseïa un quadre procedent de la inauguració de l'església de Santa María la Blanca. D'aquest any també consta la pintura de gènere com l'anomenava Murillo Dues dones a la finestra; quadre actualment a la Galeria d'Art de Washington.
Influències holandeses i flamenques es veuen també en els seus paisatges, elogiats ja per Palomino, que deixà escrit: «no es pot ometre la cèlebre habilitat que va tenir el nostre Murillo en els paisatges». Si es deixa de banda algun paisatge pur d'atribució dubtosa, com el Paisatge amb cascada del Museu del Prado, es tracten de fons paisatgístics dins de composicions narratives. Els millors exemplars corresponen als quatre llenços que s'han conservat de la sèrie d'històries de Jacob que va pintar per al marquès de Villamanrique; foren exposats a la façana del seu palau durant les festes de consagració de l'església de Santa María la Blanca, l'any 1665, i deurien ser pintats probablement cap al 1660.

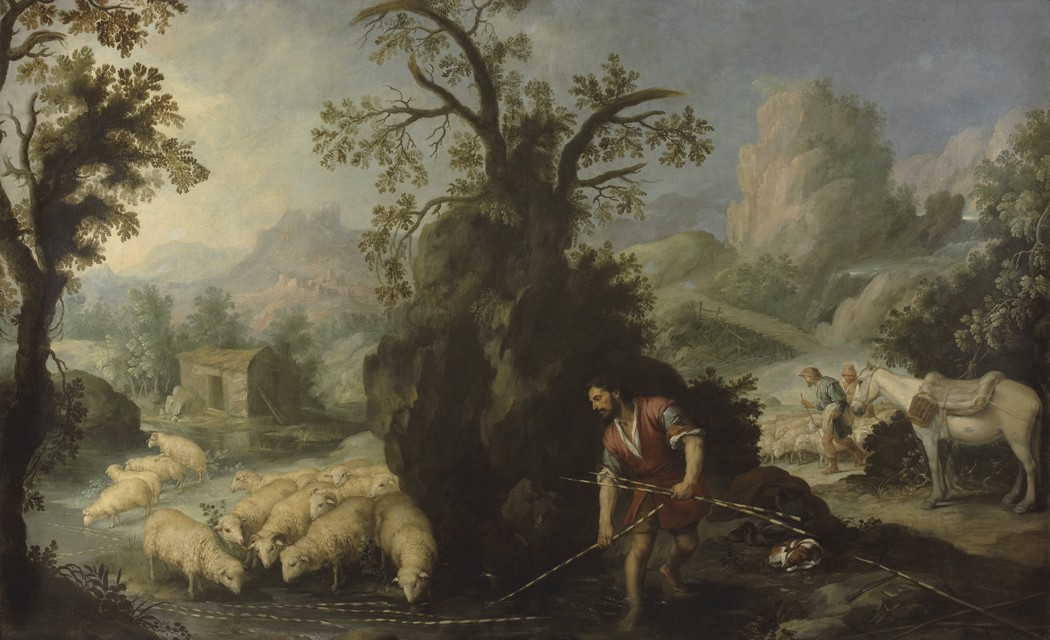
Jacob posa les vares al ramat de Labán, cap a 1660-1665, oli sobre llenç, 213 x 358 cm, Dallas, Meadows Museum. La pintura d'una sèrie d'històries de la vida de Jacob, mostra l'habilitat de Murillo en la creació de paisatges.

Palomino –que confon el subjecte, ja que parla d'històries de la vida de David–, conta que el marquès de Villamanrique va encarregar els paisatges a Ignacio de Iriarte, un especialista en el gènere, i les figures a Murillo. Però es veu que en acordar els pintors sobre qui havia de fer primer la seva part Murillo, enfadat, li va dir «que si pensava, que l'havia de menester per als paisatges, s'enganyava: i així, ell sol, va fer aquestes pintures amb històries i paisatges, cosa tan meravellosa com seva; les quals va portar a Madrid el mencionat senyor Marquès».
La sèrie –originàriament deuria estar formada per cinc quadres dels quals solament se'n coneixen quatre–, al segle xviii, es trobava a Madrid en poder del marquès de Santiago, i a començaments del segle xix ja havia quedat dispersada. Ara com ara es localitzen dues de les històries en el Museu de l'Hermitage, les que representen Jacob beneït per Isaac i L'escala de Jacob. Les altres dues, són als Estats Units: Jacob cerca els ídols domèstics a la botiga de Raquel, conservada en el Cleveland Museum of Art, i Jacob posa les vares al ramat de Laban, propietat del Meadows Museum de Dallas. Aquest tipus de paisatges amplis –especialment aquests dos darrers que estan ordenats al voltant d'un motiu central i oberts a un llunyà fons lluminós sobre el qual es retallen els perfils difusos de les muntanyes–, suggereixen el coneixement de paisatgistes flamencs com Joos de Momper o Jan Wildens; potser també coneixia els paisatges italians de Gaspard Dughet, un pintor contemporani. Pel que fa a l'atenció que dona al bestiar, que és nombrós en tots dos quadres, sembla remetre a Pedro de Orrente però adaptat a l'estil de Murillo. Al Jacob posa les vares al ramat de Labán, amb un gran naturalisme, hi ha representat fins i tot l'apariament de les ovelles, acte al qual fa al·lusió el text bíblic (Gènesi, 30, 31), i que per qüestions de pudor fou ocultat en posteriors pintures, fins a tornar a ser incorporat ja al segle xx.

## Els grans encàrrecs

### La sèrie de pintures per a Santa María la Blanca
L'any 1655, en ser nomenat papa Alexandre VII, Felip IV va demanar l'anul·lació d'una decretal de l'any 1644 feta per la Congregació romana del Sant Ofici, on es prohibia l'atribució del terme «immaculada» associat a la concepció de Maria, a més de demanar també l'aprovació de la festa de la Immaculada Concepció com s'havia celebrat a Espanya temps enrere. Després de les nombroses gestions dels emissaris espanyols, el 8 de desembre de 1661 el papa Alexandre VII va promulgar la butlla Sollicitudo omnium ecclesiarum, que encara que no era la definició dogmàtica que alguns esperaven, proclamava l'antiguitat de la piadosa creença i admetia la seva festa. La butlla fou rebuda a Espanya amb entusiasme i per tot arreu es van celebrar grans festes, de les que han quedat nombrosos testimonis artístics.
En commemoració de la butlla, el rector de l'església de Santa María la Blanca, Domingo Velázquez Soriano, va acordar realitzar un remodelatge del temple, els treballs del qual van ser costejats parcialment pel canonge Justino de Neve, probable responsable de l'encàrrec de quatre quadres a Murillo que havien de decorar els murs. Les obres, que van transformar el vell edifici medieval en un espectacular temple barroc, es van iniciar el 1662 i es van acabar el 1665; s'inaugurà amb festes solemnes descrites minuciosament per Fernando de la Torre Farfán a Fiestas que celebró la iglesia parroquial de S. maria la Blanca, Capilla de la Santa Iglesia Metropolitana, y patriarchal de Sevilla: en obseqvio del nvevo breve concedido por N. Smo. Padre Alexandro VII en favor del pvrissimo mysterio de la Concepción sin culpa Original de María Santiisima. Nuestra Senóra, en el Primero Instante physico de su ser, editada a l'any següent a Sevilla. Farfán descriu l'església, dels murs de la qual penjaven ja les pintures de Murillo, i els decorats efímers instal·lats a la plaça situada davant el temple on, en un cadafal provisional, es va disposar un retaule amb, almenys, unes altres tres pintures de Murillo propietat de Neve: una gran Immaculada al nínxol central i als seus costats El Bon Pastor i Sant Joan Baptista Nen.
Dels quatre quadres de Murillo en forma de mig punt n'hi ha dos de més grans que estan situats en la nau central i queden il·luminats per les claraboies de la cúpula; representen històries de la fundació de la Basílica de Santa Maria Major de Roma. Aquestes dues obres formen part de les que són considerades com a obres magistrals del pintor. Es tracta del Somni del patrici Joan i la seva esposa on es representa el moment en què en el mes d'agost, en somnis, se'ls apareix la Mare de Déu per demanar-los la dedicació d'un temple al lloc que veuran traçat amb neu al mont Esquilí. Murillo, en lloc de mostrar-los adormits al llit, els representa vençuts per la son: ell, reclinat damunt la taula coberta per un cobretaula vermell sobre la qual hi ha ja tancat un gruixut llibre que estava llegint; i ella, sobre un coixí, segons el costum de l'època, amb el cap caigut sobre les costures interrompudes. La composició decreixent amplifica la sensació de relaxament. La penombra que envaeix l'escena, trencada per l'halo que embolcalla Maria amb l'Infant, apareix matisada per les llums que destaquen subtilment cada detall de la composició i creen, amb el tractament fluid i borrós dels contorns, l'espai on, plàcidament, se situen les figures.
La història continua en l'altra pintura la qual mostra l'escena del Patrici Joan i la seva esposa davant el papa Liberi. Murillo divideix l'escena i disposa, a l'esquerra, el patrici i a la seva esposa davant el papa –que ha tingut el mateix somni–; i a la dreta, en la llunyania, apareix la processó que es dirigeix cap a la muntanya per tal de verificar el contingut dels somnis; el papa Liberi reapareix sota el pal·li. L'escena principal es disposa en un ampli escenari d'una arquitectura clàssica i il·luminada des de l'esquerra. La llum incideix principalment sobre la dona i el religiós que l'acompanya, tot creant un contrallum en el que destaca la figura del papa sobre la nua arquitectura, retratat possiblement amb els trets d'Alexandre VII. El mateix gust pels contrallums es troba en la processó, pintada amb una pinzellada lleugera i gairebé esbossada, en la que les figures dels espectadors del primer pla apareixen com a siluetes immerses en l'ombra; així, aconsegueix destacar la lluminositat de la processó mateixa.
Les altres dues pintures, de mida més petita, es trobaven a les capçaleres de les naus laterals del temple i representaven, una, la Immaculada Concepció i, l'altra, el Triomf de l'Eucaristia. Les quatre obres van sortir d'Espanya durant la Guerra del Francès i només les dues primeres, destinades al Museu Napoleó, foren retornades el 1816 i incorporades a la col·lecció del Museu del Prado. Les altres dues, després de successives vendes, han anat a parar al Museu del Louvre –la pintura que representa la Immaculada Concepció–, i la del Triomf de l'Eucarísta forma part d'una col·lecció particular anglesa.

### Pintures per a l'església dels caputxins de Sevilla

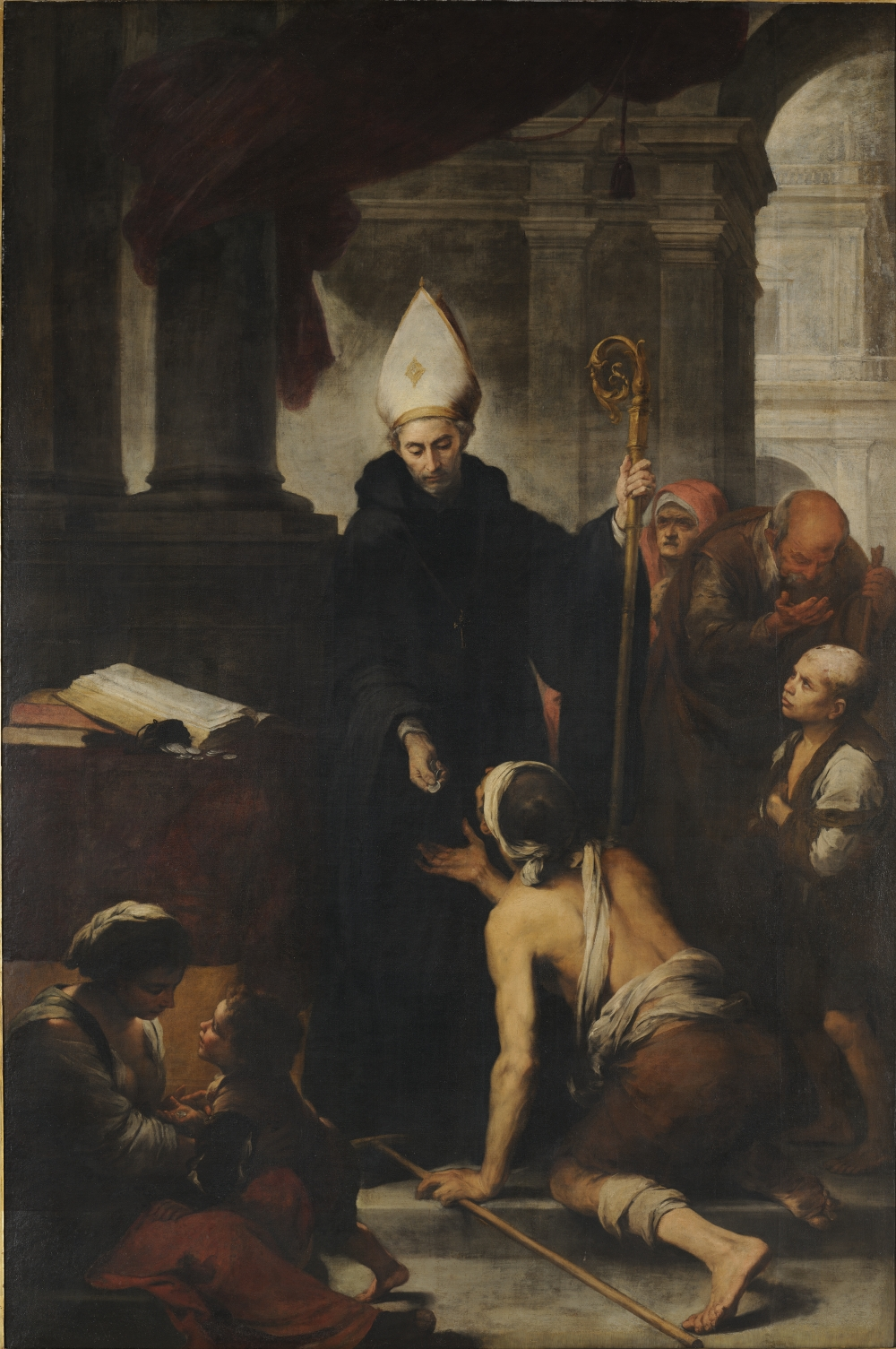
Sant Tomàs de Villanueva, cap a 1668, oli sobre llenç, 2383 x 188 cm, Sevilla, Museu de Belles Arts. Pintat per a una de les capelles laterals de l'església dels caputxins. Murillo anomenava aquest quadre el seu Llenç, segons explica Antonio Palomino, el qual destacava la figura del captaire que està d'esquena, «que sembla de veritat».

Cap al 1664 va pintar algunes obres per al convent de Sant Agustí, de les quals es poden destacar la que representa Sant Agustí contemplant la Mare de Déu i el Crist crucificat (Museu del Prado). Entre 1665 i 1669 pintà, en dues etapes, 16 llenços per a l'església del convent dels caputxins de Sevilla; anaven destinats al retaule major, als retaules de les capelles laterals i al cor, que en aquest cas era una Immaculada. Després de la desamortització de Mendizábal de 1836 els quadres van passar al Museu de Belles Arts de Sevilla, llevat del Jubileu de la Porciúncula que ocupava el centre del retaule major, que actualment es conserva al Museu Wallraf-Richartz de Colònia. El repertori de sants que forma aquest conjunt inclou algunes de les «obres capitals del seu millor moment». Les figures aparellades de Sant Leandre i sant Bonaventura i de les Santes Justa i Rufina, que ocupaven els costats del primer cos del retaule, tenen aquest caràcter tan propi del pintor: retrats vius i d'una profunda humanitat en les expressions, que són serenes i malenconioses. Les santes sevillanes Justa i Rufina, acompanyades per alguns atuells de ceràmica de bella factura –en al·lusió a la seva professió de terrissaires i al seu martiri–, sostenen una reproducció de la Giralda en memòria del terratrèmol de 1504 en el que, segons la tradició, van impedir la seva caiguda abraçant-se a ella. De tota manera, la seva presència al retaule ve justificada perquè l'església s'havia construït en el lloc que ocupava l'antic amfiteatre on havien patit martiri. Pel que fa a sant Leandre, es fa al·lusió a la història del temple, ja que, segons la tradició, en aquell lloc s'havia construït un convent abans de la conquesta omeia d'Hispània i ell n'era el fundador. Alhora apareix sant Bonaventura, com un dels principals sants de l'orde, i Murillo en fa un traspàs al·legòric; contràriament a la seva habitual iconografia, el representa barbat, per ser un convent de caputxins, i amb la maqueta d'una església gòtica, probablement copiada d'un gravat, per donar a entendre la seva antiguitat.
Entre els quadres dedicats a sants franciscans –Sant Antoni de Pàdua, Sant Feliu Cantalici– destaca especialment el de Sant Francesc abraçant Crist a la Creu que figura entre dels més populars del pintor. La suavitat en la llum i els colors que harmonitza sense violència amb el to bru de l'hàbit franciscà, amb els fons verdosos o amb el cos nu de Crist, intensifica el caràcter íntim de les visions místiques que estan desposseïdes de tot dramatisme. També és molt representativa de l'evolució del pintor l'obra Adoració dels pastors, realitzada per l'altar d'una capella lateral. Comparada amb altres versions anteriors d'obres que tracten el mateix tema –com la conservada al Museu del Prado realitzada cap al 1650, molt naturalista–, es pot observar clarament la innovació pel que fa a la factura pictòrica, amb una pinzellada lleugera, i la utilització de la llum per recrear l'espai valent-se dels contrallums, en contrast amb l'ús del clarobscur i el modelatge atapeït de les seves primeres obres.
Sant Tomàs de Villanueva, el quadre que el pintor anomenava «el meu Llenç» –originàriament, estava situat en la primera capella de la dreta–, exemplifica bé el nivell tècnic assolit pel pintor en aquesta sèrie. Tomàs de Villanueva, encara que agustinià i no franciscà, feia poc que havia estat canonitzat per Alexandre VII i com a arquebisbe de València havia destacat pel seu esperit caritatiu, fet que Murillo ressalta envoltant-lo de captaires als quals ajuda situat al costat d'una taula on hi ha un llibre obert que ja no llegeix, amb el que es pretén donar a entendre que la ciència teològica sense la caritat no és res. L'escena discorre en un interior clàssic, sobri, d'una notable profunditat remarcada per l'alternança d'ombres i espais il·luminats. Una columna monumental ubicada en el plànol mitjà i a contraclaror permet crear un halo lluminós al voltant del cap del sant, l'estatura del qual acreix la posició del captaire esguerrat que està agenollat davant seu, i que mostra un estudiat escorç de la seva esquena nua. Igual d'estudiades semblen la diversitat de caràcters dels captaires: des de l'ancià encorbat que acosta la mà als ulls amb un gest de sorpresa o d'incredulitat, l'anciana que mira amb semblant esquerp, el noi tinyós que espera tot suplicant, fins al nen –a l'angle inferior esquerre del llenç i destacat a contraclaror–, que tot content mostra a la seva mare les monedes que ha rebut.

### La sèrie de les obres de misericòrdia per a l'Hospital de la Caritat
La Germandat de la Caritat fou fundada a mitjan segle xv per Pedro Martínez, prebendat de la catedral. Va iniciar la seva obra una mica abans de 1578, quan els seus membres van llogar la capella de Sant Jordi a la Corona; aquesta capella està situada en les Reials Drassanes i és quan es posa data a la seva primera Regla, document en el qual es fixava l'objectiu propi de la germandat: enterrar els ajusticiats. Durant anys va portar una vida lànguida, al punt que el 1640 la capella es trobava en ruïnes i els germans van decidir la seva demolició; d'aquesta manera, iniciaren la construcció d'una nova capella, que trigaria més de 25 anys a ser acabada. La pesta de 1649 va afavorir la seva revitalització amb la incorporació de nous germans però fou l'ingrés de Miguel Mañara –hereu d'una família de comerciants d'origen cors i la seva elecció com a germà major el desembre de 1663–, el que va impulsar la conclusió de les obres de l'església. A més, es va transformar un magatzem de les drassanes en hospici i va reformar la mateixa germandat, que a partir d'aquell moment tindria també com a objectius acollir els rodamons i donar-los menjar dins l'hospici. D'aquesta manera, es convertí en dispensari d'incurables, i recollien malalts abandonats per traslladar-los, a coll dels germans si era necessari, fins als hospitals on els podrien atendre.
Amb tota probabilitat, fou Mañara l'autor de la proposta decorativa, ajustada a un discurs narratiu coherent, i el responsable d'escollir els artistes: Murillo i Valdés Leal –pintura–, Bernardo Simón de Pineda –arquitectura dels retaules–, i Pedro Roldán, l'escultura. L'acta de la reunió de la germandat del 13 de juliol de 1670, recollida al Llibre de Capítols, informa del que s'havia realitzat fins aquell moment i aclareix el seu significat:
| «                                                                                 | Així mateix va proposar el nostre germà gran Don Miguel de Mañara com acabada l'obra de la nostra església i posant-s'hi amb la grandesa i bellesa que es veuen sis jeroglífics que expliquen sis de les obres de Misericòrdia, havent-se deixat la d'enterrar els morts que és la principal del nostre Institut per a la Capella major. | » |
| — Llibre de Capítols de la Germandat de la Caritat. Acta de 13 de juliol de 1670. | |   |

Els «jeroglífics» esmentats, una il·lustració de les obres de misericòrdia, poden identificar-se en els sis quadres de Murillo que, segons les descripcions d'Antonio Ponz i Juan Agustín Ceán Bermúdez, penjaven dels murs de la nau de l'església per sota la cornisa, formant una altra de les sèries capitals de l'etapa madura del pintor. Quatre foren robades pel mariscal Soult durant la Guerra del Francès i es troben actualment dispersos per diferents museus, conservant-se en el seu lloc únicament els dos més grans, que tenen forma apaïsada i que estan en el creuer. Aquestes representacions pictòriques d'obres de misericòrdia són: La curació del paralític (Londres, National Gallery) –visitar els malalts–, Sant Pere alliberat per l'àngel (Sant Petersburg, Museu de l'Hermitage) –redimir als captius–, Multiplicació dels pans i els peixos (in situ) –donar menjar al qui té fam–, El retorn del fill pròdig (Washington, National Gallery of Art) –vestir al nu–, Abraham i els tres àngels (Ottawa, National Gallery) –donar posada al pelegrí–, i Moisès fent brotar l'aigua de la roca d'Horeb (in situ) –donar beure a l'assedegat–. A propòsit d'aquestes obres Bermúdez va escriure:
| « | Els que no concedeixen a Murillo més que la bellesa del color, podran observar a l'esquena del paralític de la piscina com entenia l'anatomia del cos humà: als tres àngels que s'apareixen a Abraham, les proporcions de l'home: als caps de Crist, Moisès, el pare de família i d'altres personatges, la noblesa dels caràcters: l'expressió de l'ànim a les figures del fill Pròdig (...) i, bé, veuran en aquests excel·lents quadres practicades les regles de la composició, de la perspectiva i de l'òptica, com també la filosofia amb la qual demostrava les virtuts i les passions del cor humà. | » |
| — Ceán Bermúdez. Diccionario historico de los mas ilustres profesores de las Bellas Artes de España. | |   |

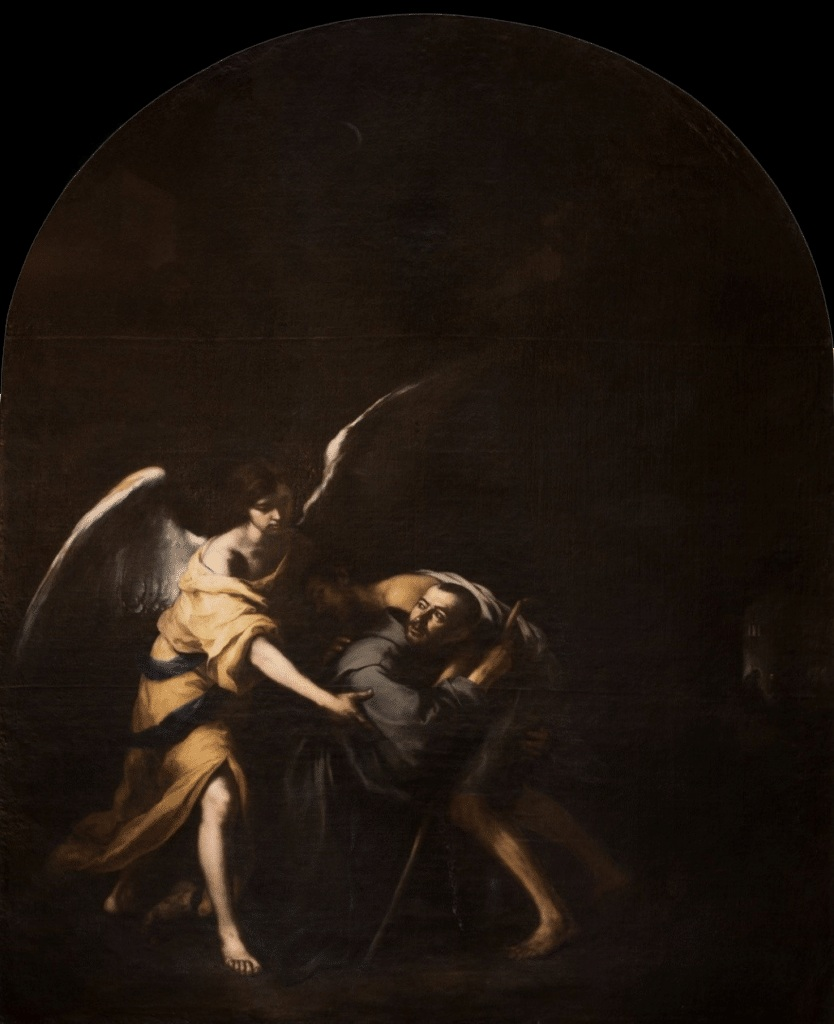
Sant Joan de Déu (detall), 1672, Sevilla, església de l'Hospital de la Caritat.

Diego Angulo destaca que juntament amb la capacitat del pintor per no repetir-se i el domini de la gesticulació en els personatges secundaris –que amb la diversitat de les seves reaccions aprofundeixen els continguts narratius–, hi ha l'amplitud de l'espai arquitectònic representat en els pòrtics de la piscina probàtica on, entremig de la llum i d'un desdibuixament gradual de les formes, s'assoleixen notables efectes de perspectiva aèria. En les dues pintures més grans, les més complexes pel que fa a composició i nombre de personatges, Murillo també es va inspirar en altres artistes. Probablement, per al Moisès, es basà en un llenç del mateix tema del gènovès Gioacchino Assereto –que era ben conegut a Sevilla i que la seva obra actualment es troba al Museu del Prado–, i per a la Multiplicació dels pans i els peixos, en Francisco Herrera el Vell; per descomptat, fent reinterpretacions amb la particular sensibilitat de Murillo.
El cicle de les obres de misericòrdia encarregat a Murillo es completava amb el grup escultòric, Enterrament de Crist, executat per Pedro Roldán, i com que representava l'obra caritativa més important d'acord amb l'origen de la institució, enterrar els morts, estava en el retaule major. A part d'aquesta sèrie, la germandat va pagar unes altres quatre pintures lliurades per Murillo i Valdes Leal el 1672, amb temes que completaven les obres anteriors d'acord amb les inquietuds i directrius de Mañara, recollides en el seu Discurs de la veritat.
Aquests quatre llenços, rematats en mig punt, eren els cèlebres «jeroglífics de les darreries» de Valdés Leal. Estaven situats als peus de la nau, pròxims a l'entrada del temple, per recordar al que entrava la caducitat dels béns terrenals i la proximitat del judici particular, moment en què la balança podia inclinar-se del costat de la salvació mitjançant l'exercici de les obres de misericòrdia mostrades en la sèrie anterior. Però com tots els motius d'aquesta sèrie havien estat agafats de la Bíblia, els dos nous quadres de Murillo, situats en els altars de la nau, venien a proposar models de caritat amb els que poguessin identificar-se més fàcilment, per una major proximitat dels seus protagonistes: Sant Joan de Déu i Santa Elisabet d'Hongria guarint als tinyosos. Murillo mostrava els seus captaires malalts, incidint en la interpretació realista i mostrant la part desagradable de les ulceracions, fet que va suscitar algunes crítiques quan el quadre Santa Elisabet d'Hongria va arribar a París, portat per les tropes franceses. Però al costat de les crítiques, en la mateixa França, poc després van arribar els elogis per la capacitat dels «espanyols» de conjugar el més sublim i el vulgar.

## Altres iconografies religioses

### La Immaculada Concepció
Es coneixen prop de vint quadres sobre el tema de la Immaculada pintats per Murillo, una xifra només superada per José Antolínez i que ha fet que se'l tingui pel «pintor de les immaculades», una iconografia de la qual no va ser l'inventor però si un impulsor a Sevilla, on la devoció es trobava profundament arrelada.

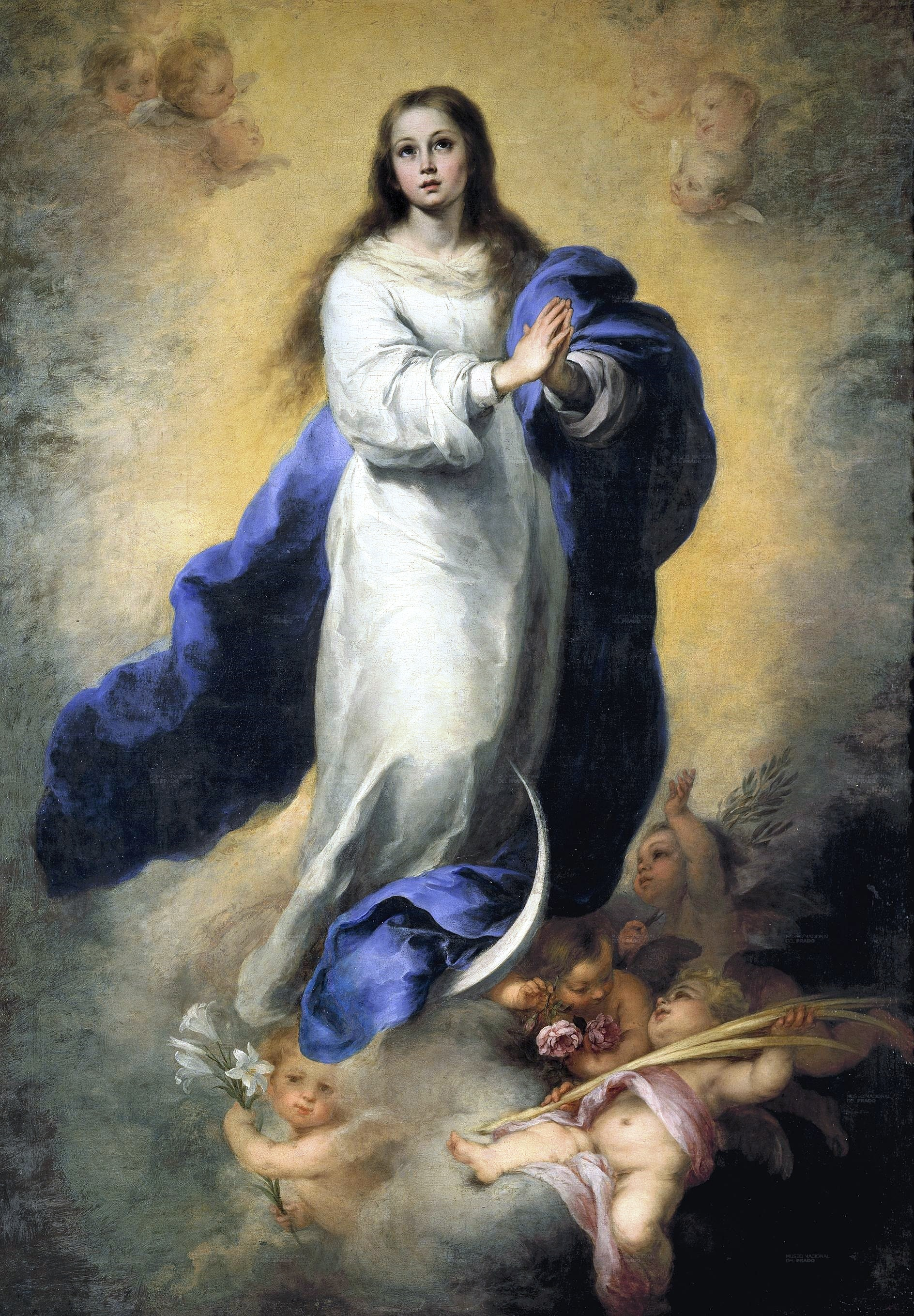
Immaculada Concepció de l'Escorial, circa 1660-1665, oli sobre tela, 206 x 144 cm, Madrid, Museu del Prado.

La més primitiva probablement és l'anomenada Concepció Grand (Sevilla, Museu de Belles Arts), pintada per a l'església dels franciscans, on estava sobre l'arc de la capella major, a gran altura, fet que permet explicar la corpulència de la seva figura. Per la tècnica emprada, podria ser d'una data pròxima al 1650, quan es va reconstruir el creuer de l'església després de patir un enfonsament. Ja en aquesta primera aproximació al tema, Murillo va trencar decididament amb l'estaticisme que caracteritzava les immaculades sevillanes, atentes sempre als models establerts per Pacheco i Zurbarán, dotant-la d'un dinamisme vigorós i amb un sentit ascendent mitjançant el moviment de la capa, influït possiblement per la Immaculada de José de Ribera feta per a les agustinianes descalces de Salamanca, i que Murillo va poder conèixer per algun gravat. Maria vesteix una túnica blanca i un mantell blau, de conformitat amb la visió de la portuguesa Beatriz da Silva recordada per Pacheco en les seves instruccions iconogràfiques. Però en altres detalls, Murillo va prescindir íntegrament dels habituals atributs marians que amb caràcter didàctic abundaven en les representacions anteriors. També s'apartà de la tradició iconografia de la dona apocalíptica i va deixar només la lluna sota els seus peus i el «vestit de sol», entès com el fons atmosfèric de color ambrat sobre el qual es retalla la silueta de la Mare de Déu. La situa sobre una peanya de núvols sostinguda per quatre angelots i redueix el paisatge a una breu franja boirosa; per a Murillo, la sola imatge de Maria era suficient per explicar la seva concepció immaculada.
La segona aproximació de Murillo al tema està relacionada també amb els franciscans, els grans defensors del misteri; en realitat, és un retrat realitzat a fra Juan de Quirós, que el 1651 va publicar en dos volums Glòries de Maria. El quadre, de grans dimensions i actualment al Palau Arquebisbal de Sevilla, fou encarregat a Murillo per la Germandat de la Vera Cruz que tenia la seva seu al convent de sant Francesc; era l'any 1652. Fra Juan de Quirós apareix retratat davant d'una imatge de la Immaculada, que està acompanyada per àngels portadors dels símbols de les lletanies; ell interromp l'escriptura del llibre per mirar l'espectador, i està assegut davant una taula en la qual reposen els dos gruixuts volums que va escriure en honor de Maria. El respatller de la butaca fraresca, superposada a la vora daurada que emmarca la imatge, subtilment, permet apreciar que el retratat es troba davant d'un quadre i no en presència real de la Immaculada –«quadre dintre del quadre»–, emmarcat per columnes i fistons amb garlandes. El model de la Mare de Déu, amb les mans encreuades sobre el pit i la vista elevada, és ja el que el pintor recrearà mai sense repetir-se, en les seves nombroses versions posteriors.

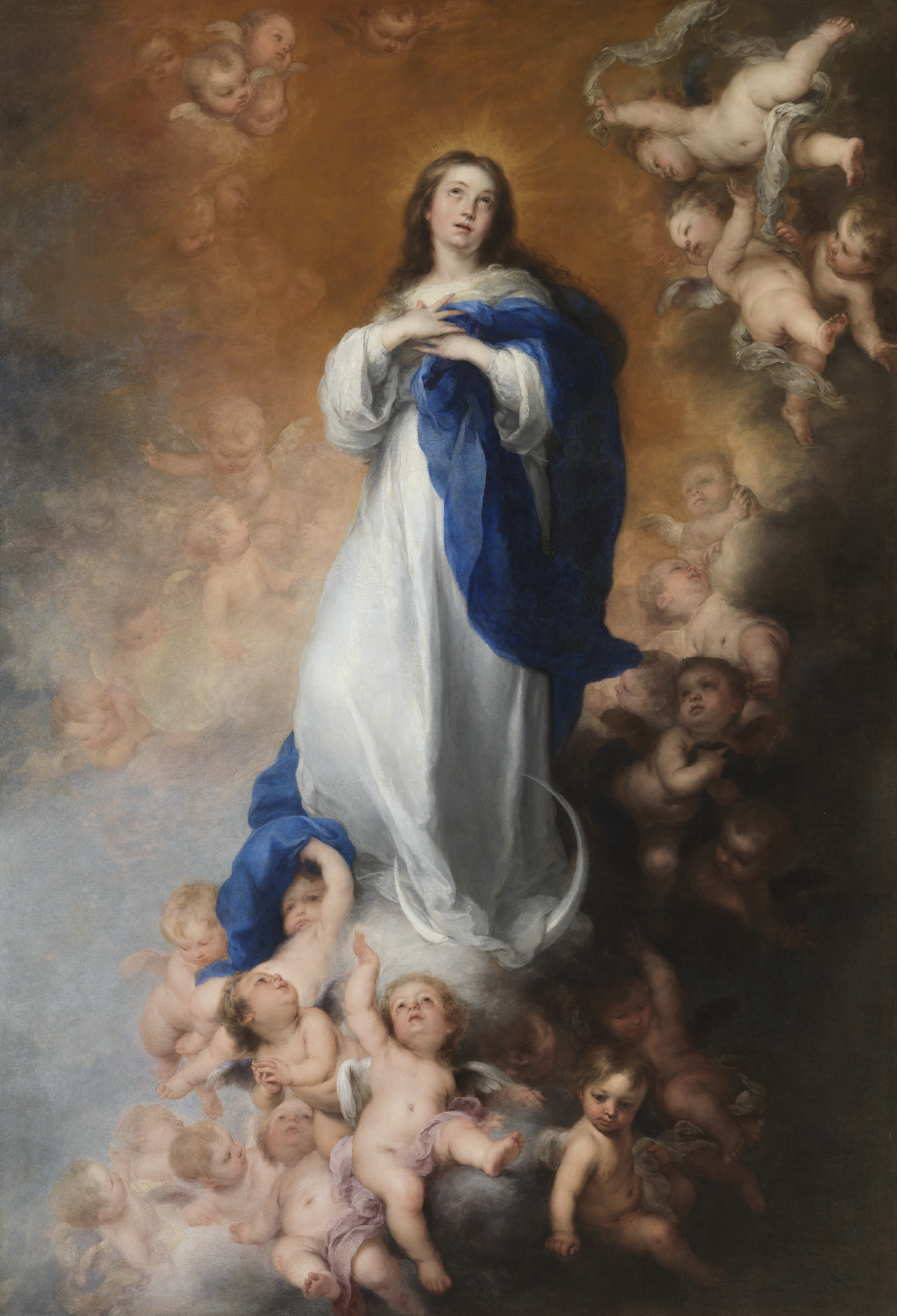
Immaculada de Soult, circa 1678, óli sobre tela, 274 x 190 cm, Madrid, Museu del Prado.

A la Immaculada pintada per a l'església de Santa María la Blanca, també va incloure retrats de devots del misteri. Torre Farfán va identificar entre ells al rector, Domingo Velázquez, qui va poder suggerir-li al pintor el complex contingut teològic d'aquest llenç i de la seva parella artística, el Triomf de l'Eucaristia. Tots dos apareixen enllaçats i s'expliquen pels textos inscrits en les filactèries dibuixades en ells –«EN PRINCIPI DILEXIT EAM» ("Al principi [Déu] la va estimar")–, amb la imatge de la Immaculada i el text format amb les primeres paraules del Gènesi i un versicle del Llibre de la saviesa (VIII, 3) –«IN FINEM DILEXIT EOS» (Joan Cap. XIII)–. També hi ha l'al·legoria de l'Eucaristia, amb les paraules preses del relat del Últim Sopar a l'Evangeli de Joan: «sabent Jesús que li havia arribat l'hora de passar d'aquest món al Pare, havent estimat els seus, els va estimar fins a la fi». La Immaculada, la definició dogmàtica de la qual reclamaven els seus defensors, s'associava així amb l'Eucaristia, element central de la doctrina catòlica: la mateixa manifestació d'amor als homes que havia mogut Jesús al final dels seus dies a encarnar-se en el pa, havia preservat Maria del pecat abans de tots els temps. Cal recordar, a més a més, que en ingressar a l'acadèmia de dibuix els pintors sevillans havien de jurar fidelitat al Sant Sagrament i a la doctrina de la Immaculada.
La Immaculada de Santa María la Blanca respon al prototip creat pel pintor cap a 1660, o una mica més tard, anys als quals pertany l'anomenada Immaculada de l'Escorial (Museu del Prado). És una de les més belles i conegudes obres del pintor, qui es va servir aquí d'una model adolescent, més jove que les models de les altres versions. Els trets que presenta en aquesta obra –el traç ondulant de la figura, la capa tot just desenganxada del cos en direcció diagonal, i l'harmonia dels colors blau i blanc del vestit amb el gris argentí dels núvols per sota la resplendor lleument daurada que embolcalla la figura de Maria–, es troben ja en totes les versions posteriors. La que probablement és la darrera, la Immaculada dels Venerables, també anomenada Immaculada de Soult (Museu del Prado), podria haver estat encarregada el 1678 per Justino de Neve per a un dels altars de l'Hospital dels Venerables de Sevilla. Malgrat la seva grandària, Maria apareix aquí amb unes dimensions més reduïdes, ja que augmenten el nombre d'angelets que voletegen alegres al seu entorn, anticipant el gust delicat del rococó. Fou treta d'Espanya pel mariscal Soult i fou adquirida el 1852 pel Museu del Louvre per 586.000 francs d'or, la xifra més alta pagada fins aquell moment per un quadre. Segons Ceán Bermúdez, era considerada una obra «superior a totes les de la seva mà». El seu posterior ingrés al Museu del Prado es va produir com a conseqüència d'un acord signat entre els governs espanyol i el francès de Philippe Pétain el 1940, quan la valoració del pintor havia decaigut, sent bescanviada junt amb la Dama d'Elx i d'altres obres d'art per una còpia del retrat de Maria Anna d'Àustria de Diego Velázquez, aleshores propietat del Museu del Prado, que en aquell moment es considerava la versió original del retrat.

### Jesús infant i sant Joanet

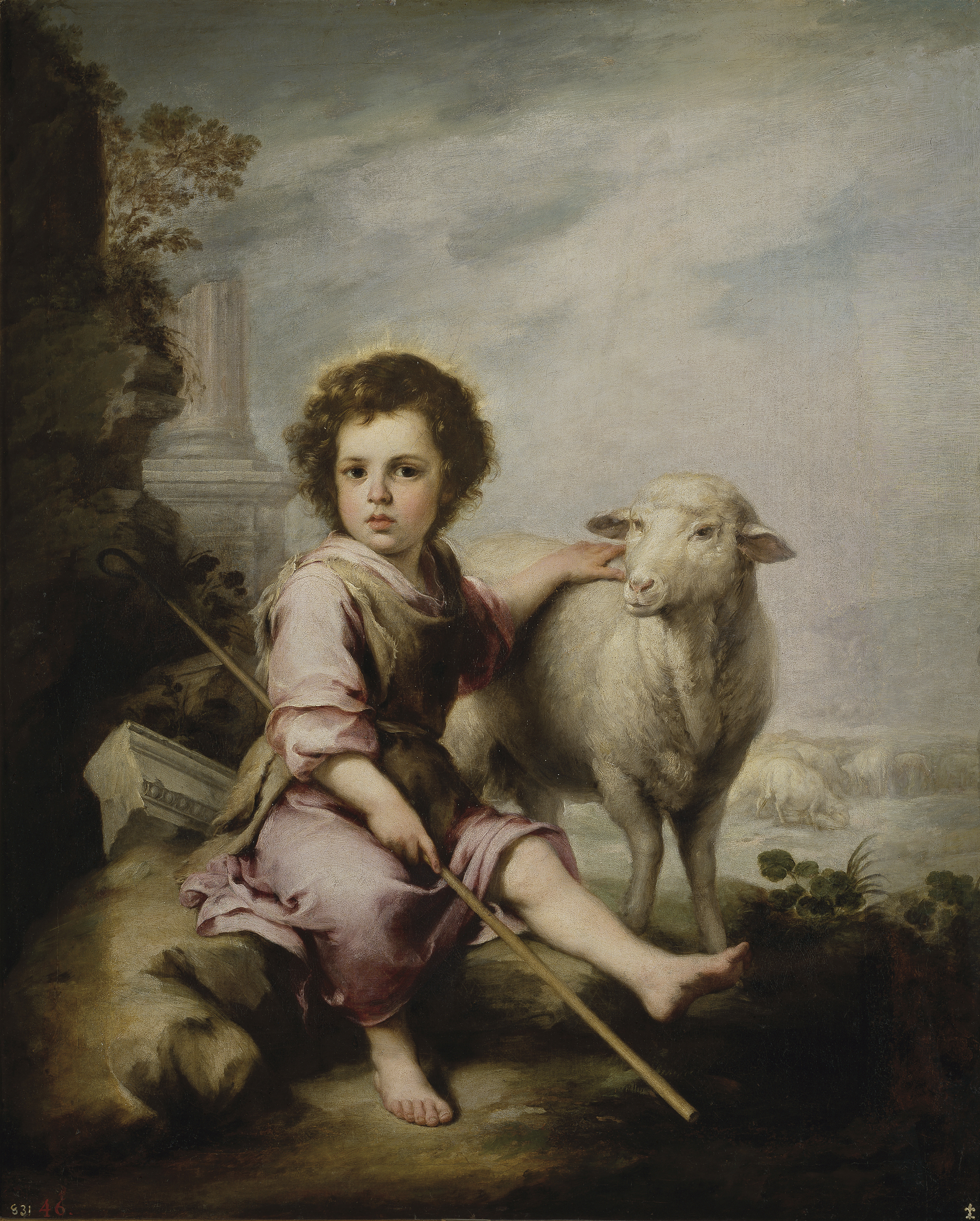
El Bon Pastor, cap a 1660, oli sobre llenç, 123 x 101 cm, Madrid, Museu del Prado.

La La Mare de Déu amb l'Infant, en figura aïllada i dempeus, és un altre dels temes tractats sovint per Murillo. En aquest cas es tracta en general d'obres de mida reduïda, destinades probablement a oratoris privats. La major part de les conservades van ser pintades entre 1650 i 1660, amb la tècnica encara del clarobscur i, independentment del seu caràcter devot, amb un acusat sentit naturalista de la bellesa femenina i de la gràcia infantil. S'observa la influència de Rafael, que deuria conèixer a través de gravats, com l'elegància dels esvelts models juvenils de les seves marededéus i la delicada expressió dels sentiments maternals; aquest trets fan innecessari l'acompanyament d'altres símbols, més propis de la religiositat medieval però que podien trobar-se, encara, en les composicions de Francisco de Zurbarán dedicades al mateix tema. Paral·lelament es reconeix la influència de la pintura flamenca, ben representada a Sevilla, en detalls com el ric tractament de les vestidures, com apareix en algunes de les versions amb un nombre més gran de còpies antigues, com són La Mare de Déu del rosari amb l'Infant del Museu del Prado o la Mare de Déu amb l'Infant del Palau Pitti. En ambdues obres, a l'expressió tendra de Maria i l'actitud juganera de l'Infant s'uneix l'elecció d'una rica gamma de tonalitats pastel, roses i blaves, un anunci del gust rococó.
Amb idèntic alè naturalista va tractar altres motius del cicle de la infància de Crist, com la Fugida a l'Egipte (Detroit Institute of Arts) o la Sagrada Família (Prado, Derbyshire, Chatsworth House). L'interès del pintor pels temes de la infància i la mateixa evolució de la sentimentalitat barroca es faran paleses també a les figures aïllades de l'Infant Jesús adormit sobre la creu, o beneint, i del Joan el Baptista nen, o «Sant Joanet». Cal destacar la versió conservada al Museu del Prado, obra tardana (cap al 1675) i una de les més divulgades del pintor, en la que l'Infant Jesús, amb un gest místic, i l'anyell que l'acompanya són dibuixats amb una pinzellada fluida sobre un paisatge platejat de traços molt desfets.
Del vell tema del Bon Pastor, interpretat per Murillo en versió infantil, es coneixen tres versions: 
- La que probablement és la més antiga, la del Museu del Prado, pintada cap a 1660. Presenta l'Infant reposant una mà en l'ovella extraviada, dret, mirant l'espectador amb un cert aire malenconiós i assegut en un paisatge bucòlic de ruïnes clàssiques; el conjunt fa d'ella una imatge eficaç de devoció.
- Una versió posterior, que es troba a Londres (col·lecció Lane), amb Jesús dret conduint el ramat. Deixa més espai al paisatge pastoral i el rostre de l'Infant, dirigit ara al cel, guanya en expressivitat. La seva parella, el Sant Joanet i l'anyell de la National Gallery de Londres, en el que el petit Joan apareix amb el rostre rialler mentre abraça l'anyell amb una frescor infantil, va cridar l'atenció de Thomas Gainsborough que va poder posseir una còpia i inspirar-se en ell per pintar al seu Nen amb gos de la col·lecció Alfred Beit.
- L'última versió d'aquest tema es troba a Frankfurt del Main, a l'Institut Städel. Treballada amb una pinzellada fàcil i de colors suaus, pertany ja als anys darrers del pintor. Presenta un sentit de la bellesa més dolça i delicada. Els Nens de la petxina del Museu del Prado, on l'Infant Jesús i sant Joanet apareixen junts en una actitud de jugar és, com les anteriors obres, una imatge de devoció dirigida a una pietat senzilla però servida amb una depurada tècnica pictòrica, enormement popular.[65][66][67][68]

## Els gèneres profans

### La pintura de gènere

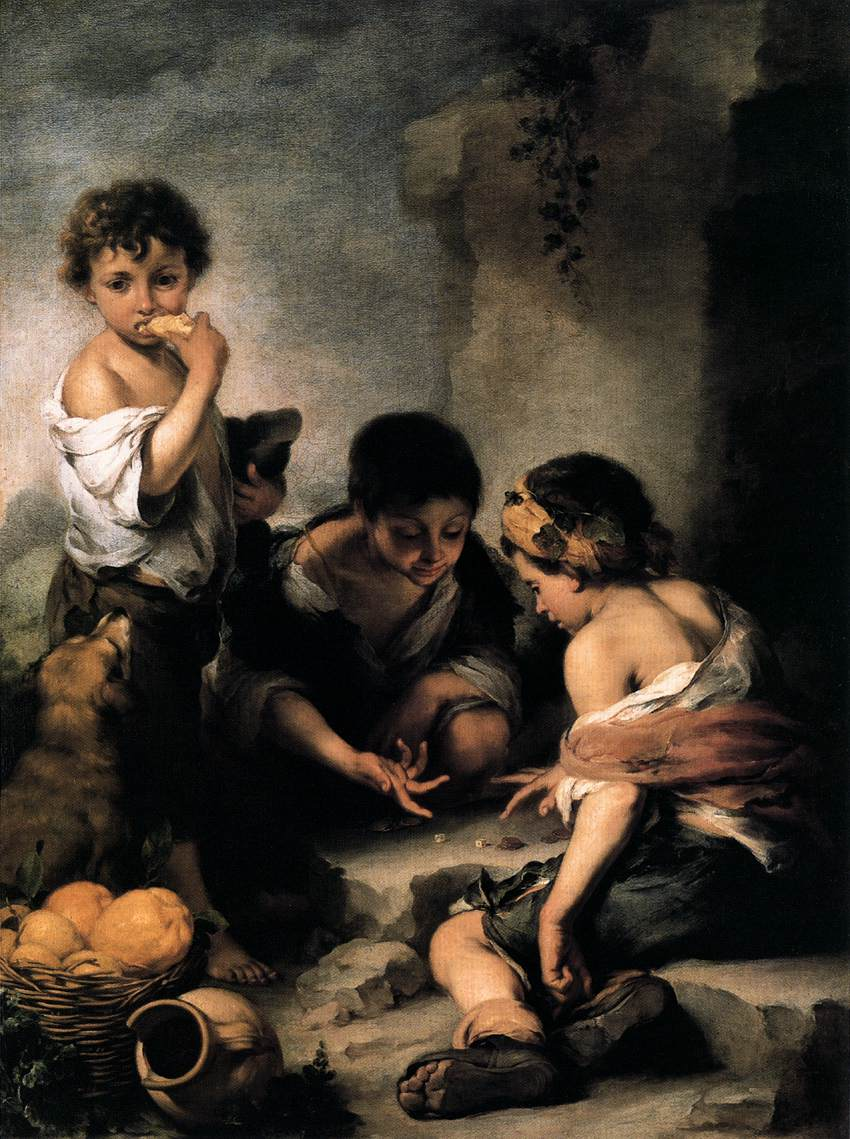
Nens jugant als daus, cap a 1665-1675, oli sobre llenç, 140 x 108 cm, Múnic, Alte Pinakothek.

Dins l'àmplia producció de Murillo es recullen també al voltant de 25 pintures de gènere, principalment amb motius infantils tot i que no exclusivament. Les primeres notícies que es tenen de quasi tots ells procedeixen de fora d'Espanya, el que fa pensar que foren realitzats per encàrrec de comerciants flamencs establerts a Sevilla, clients també de pintures religioses; entre ells, podria tractar-se de Nicolás de Omazur, un important col·leccionista d'obres del pintor, i que tingués interès en aquest tipus de pintures laiques per al mercat nòrdic com a contrast amb les dedicades a la infància de Jesús. Algunes d'elles, com Nens jugant als daus (Alte Pinakothek de Múnic), ja van aparèixer citades a nom de Murillo en un inventari efectuat a Anvers el 1698. A començaments del segle xviii foren adquirides per Maximilià de Baviera per a la col·lecció reial bavaresa.
Les influències que podria haver rebut del pintor danès Eberhard Keil –instal·lat a Roma el 1656– i dels bamboccianti holandesos, no són suficients per explicar l'enfocament de Murillo que arriba a crear una pintura de gènere sense precedents. L'escala de les seves figures, integrades en fons paisatgístics reduïts –però en qualsevol cas més grans que a la pintura de Keil, el qual omple l'espai amb les seves figures– i l'elecció dels temes, anecdòtics, de caràcter alegre i espontani, neixen de l'esperit naturalista del seu temps i de l'atracció del pintor per la psicologia infantil, també present en la seva pintura religiosa.
Encara que els seus protagonistes són habitualment nens mendicants o de famílies humils, pobrament vestits, les seves figures transmeten sempre optimisme, ja que el pintor busca el moment feliç del joc o del berenar. La solitud i l'aire de commiseració amb la qual va retratar el Jove mendicant (Museu del Louvre), que per la tècnica i el tractament de la llum pot datar-se cap al 1650 o una mica abans, desapareixerà en obres posteriors d'entre 1665 i 1675. La comparació, proposada ja per Diego Angulo, entre el Nen mendicant i un altre quadre similar però de data posterior, Àvia espollant al seu net (Alte Pinakothek de Múnic), il·lustra el canvi d'actitud: el detalls de tristor i solitud han desaparegut per complet i el que atreu el pintor és l'esperit infantil sempre disposat al joc; retrata al nen entretingut amb un rosegó de pa i pendent del gosset que juga entre les seves cames mentre l'àvia s'encarrega de la seva higiene.

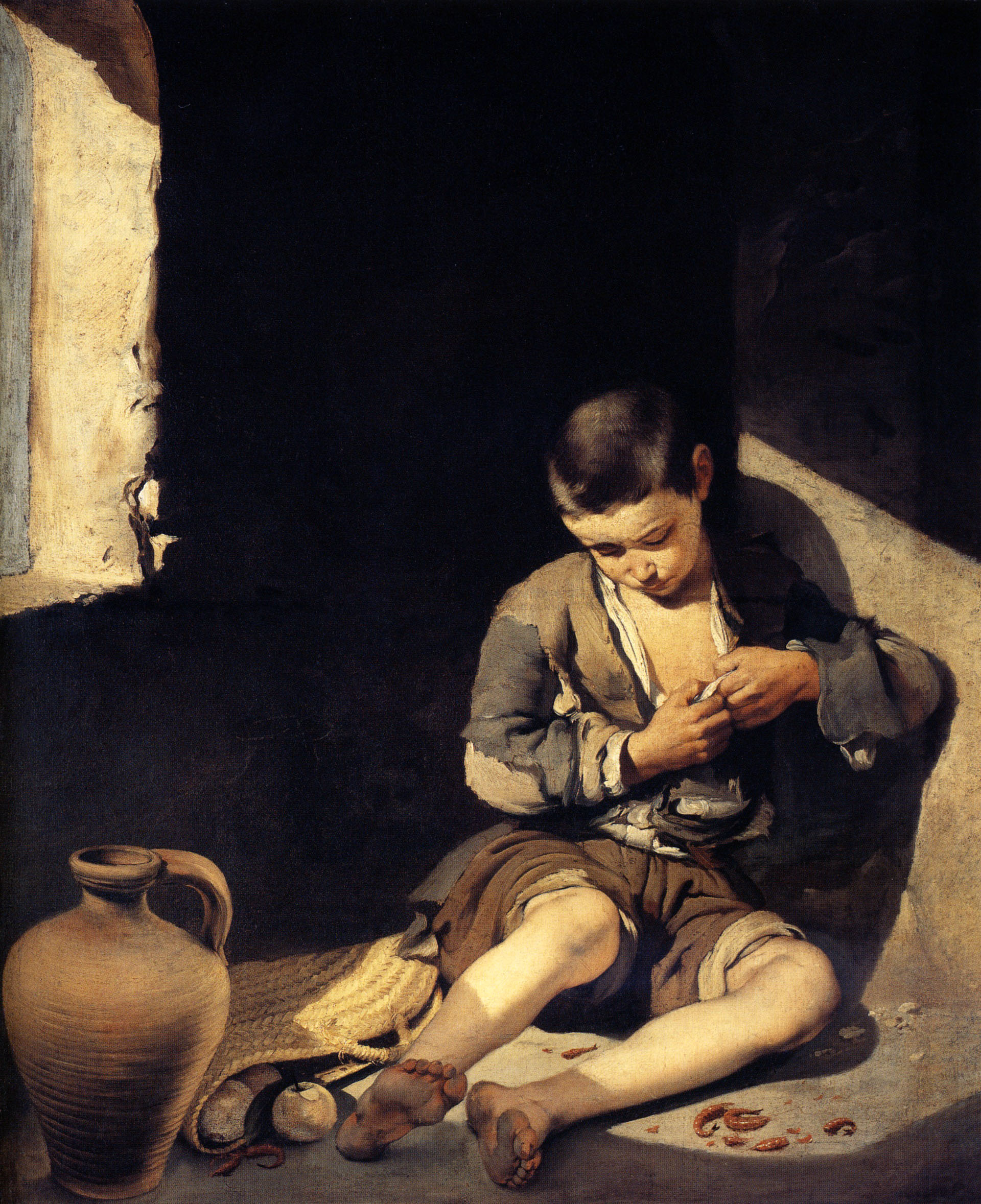
Jove mendicant, cap a 1650, París, Museu del Louvre.
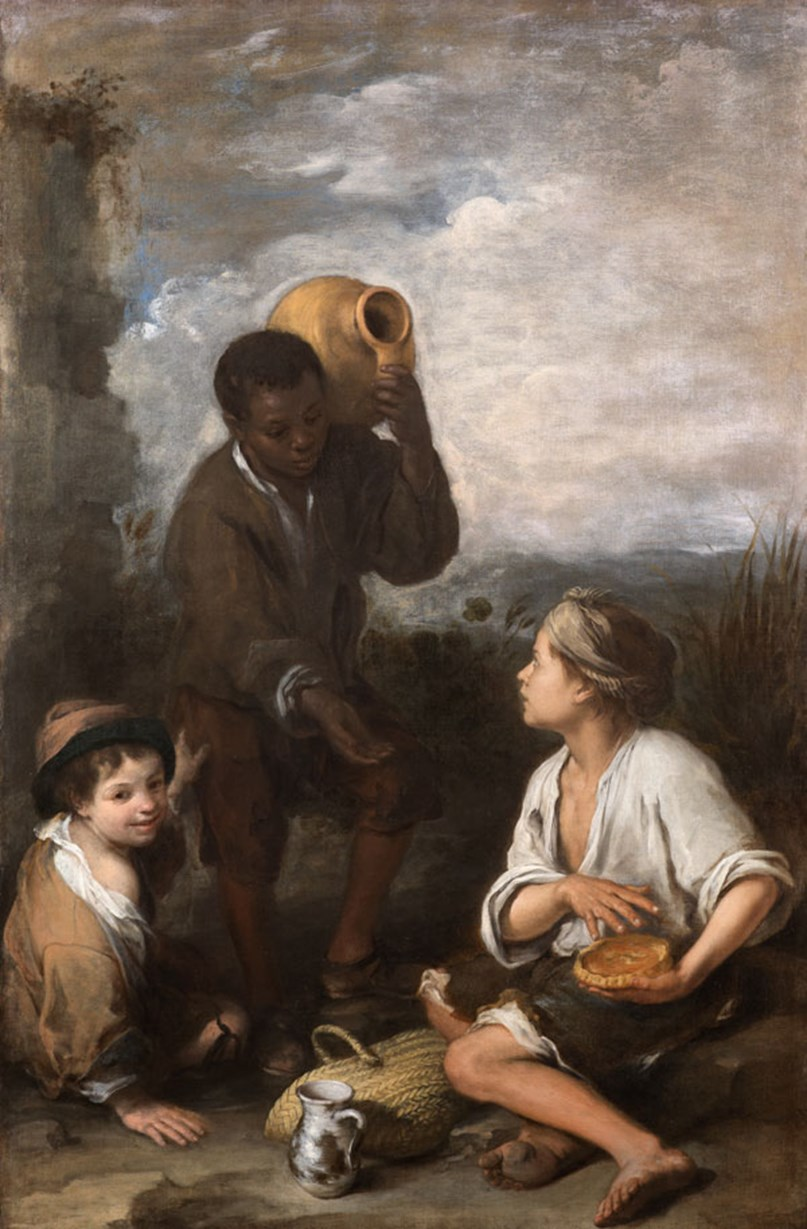
Tres nois, cap a 1670, Londres, Dulwich Picture Gallery.
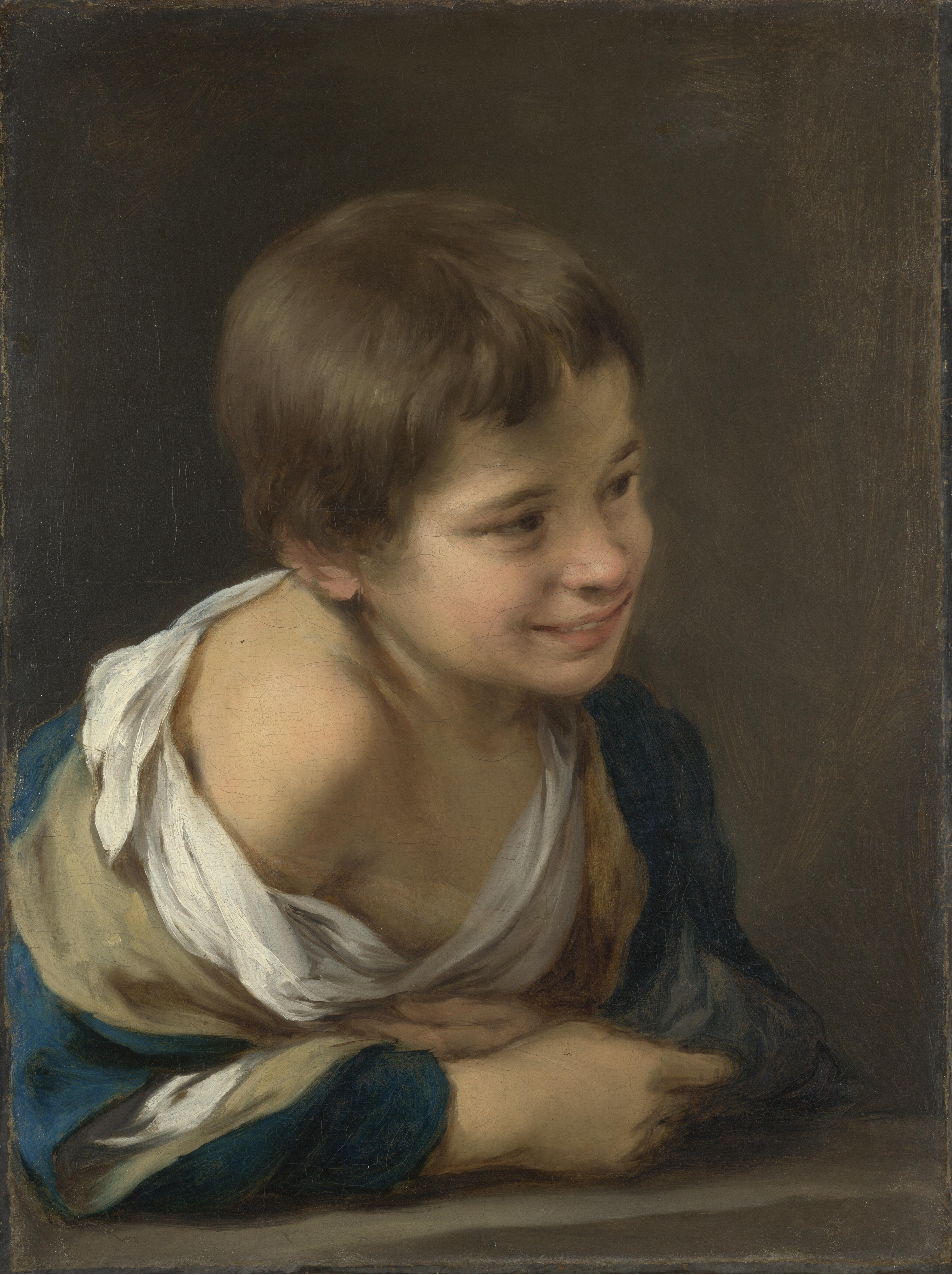
Nen rient traient el cap per la finestra, cap a 1675, Londres, National Gallery.

Quadres com Dos nens menjant d'una carmanyola i Nens jugant als daus –joc desautoritzat pels moralistes–, conservats tots dos a la pinacoteca de Múnic, podrien estar inspirats en refranys o relats de tall picaresc no identificats, però no semblen respondre a cap altra intenció que la de retratar amb un to amable grups de nens alegres, jugant o menjant llaminadures, i que són capaços de sobreviure amb pocs recursos gràcies a la vitalitat de la joventut. D'un to similar, però potser amb un major contingut argumental, són les dues pintures conservades a la Dulwich Picture Gallery: Invitació al joc de pilota a pala –que reflecteix els dubtes d'un nen enviat a fer un encàrrec mentre un altre de picardiós l'invita a participar en el joc–, i Tres nois. En aquest darrer, Murillo tracta diverses reaccions psicològiques davant d'un fet espontani: un nen negre que porta un càntir a l'espatlla –Murillo podria haver retratat a Juan, el seu esclau nascut el 1657–, s'adreça a dos nois a punt de berenar i, amb un gest amable, els demana un tros del pastís; un d'ells somriu mentre que el que té el pastís intenta protegir-lo amb les seves mans amb un gest temorós.
Sempre atret pels desheretats i les reaccions espontànies de gent senzilla, a Dues dones a la finestra (Washington, National Gallery of Art), retrata amb el mateix to amable i anecdòtic el que podria ser una escena de bordell. L'anomenada Noia amb flors (Dulwich Picture Gallery), categoritzada alguna vegada com a pintura de "gènere" i confosa amb una venedora de flors, respon en canvi al gènere al·legòric i pot interpretar-se com una representació de «la primavera», la parella de la qual podria ser la personificació del «l'estiu» en forma d'un jove cobert amb un turbant i espigues, obra recentment incorporada a la National Gallery of Scotland. Aquestes podrien ser dues pintures sobre les estacions que Nicolás de Omazur va adquirir en la testamentaria de Justino de Neve; no serien, a més a més, les úniques al·legories pintades per Murillo, ja que Omazur era també propietari d'un quadre, actualment desaparegut, dedicat a La Música, Baco i l'Amor.

### Retrats

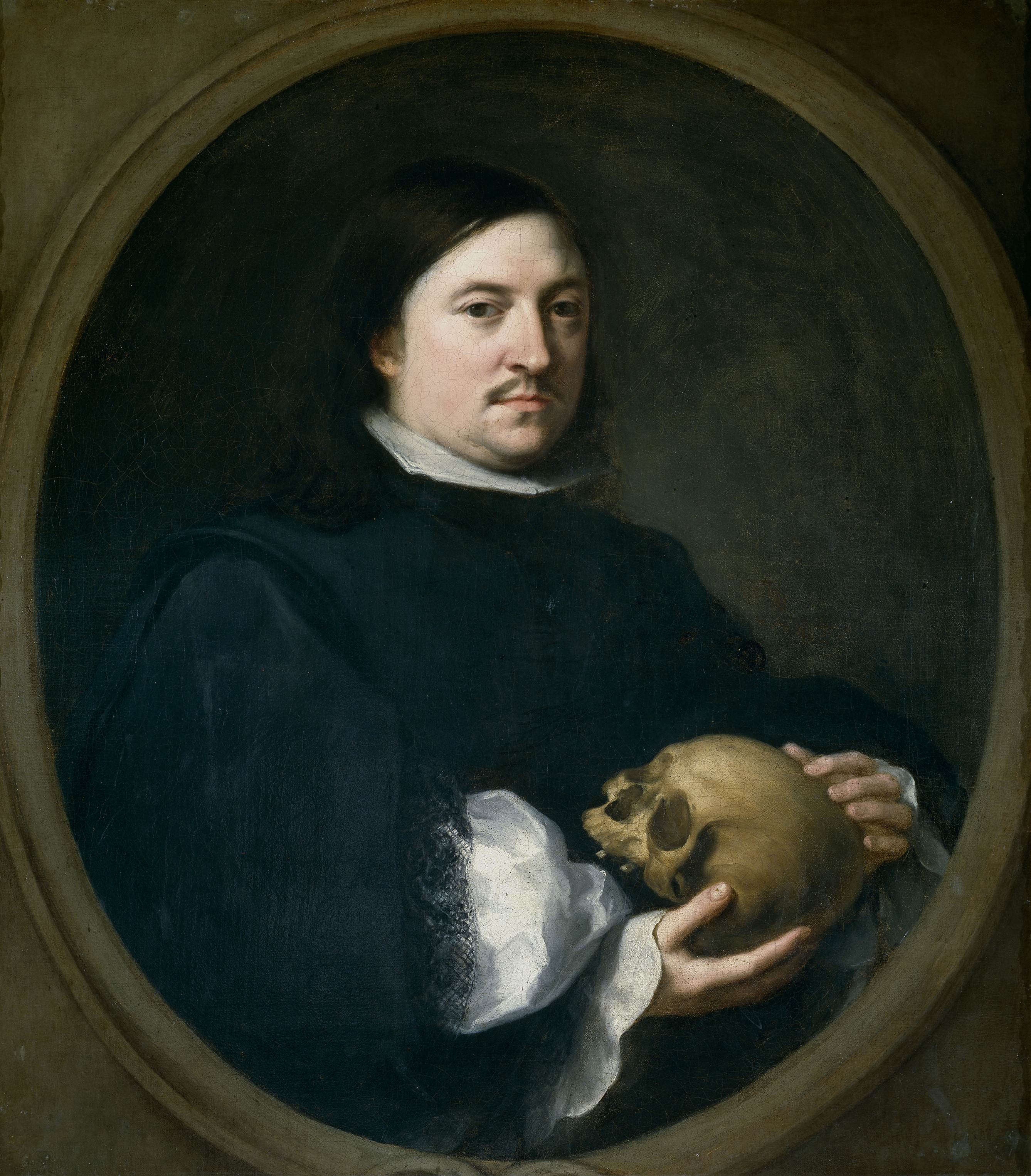
Nicolás de Omazur, 1672, oli sobre tela, 83 x 73 cm, Madrid, Museu del Prado.

Encara que en un nombre relativament reduït, els retrats pintats per Murillo es troben repartits al llarg de tota la seva carrera i presenten una notable varietat formal, fet que no seria aliè al gust dels diversos clients. El del canonge Justino de Neve (Londres, National Gallery)respon perfectament a models propis del retrat espanyol, amb l'accent posat en la dignitat del personatge retratat; està assegut en el seu escriptori, té un gos als seus peus i està davant d'un fons arquitectònic elegant, obert a un jardí. Retrats dempeus com el de el Senyor Andrés de Andrade (Metropolità de Nova York) o Cavaller amb gorgera (Caballero con golilla, del Museu del Prado), acusen la doble influència de Diego Velázquez i Anton van Dyck. Aquesta habilitat la tornarà a exhibir amb un notable mestratge –una pinzellada fluida i sobrietat en el color–, al retrat del Senyor Juan Antonio de Miranda y Ramírez de Vergara (Madrid, col·lecció dels ducs d'Alba), una de les darreres obres del pintor, datada amb precisió el 1680 quan el model, canonge de la catedral, tenia 25 anys.
Els retrats de Nicolás de Omazur (Museu del Prado) i el de la seva esposa Isabel de Malcampo –conegut només per una còpia–, són de mig cos i estarien inscrits en un marc il·lusionista. En aquest cas, responen al gust més específicament flamenc i holandès, tant pel format com pel seu contingut al·legòric: porten a les mans, ella unes flors i ell una calavera, símbols propis de la pintura de vanitas, de tradició nòrdica. És aquest el format escollit també per als seus dos autoretrats: un de més juvenil –fingeix que el pinta sobre una pedra de marbre a la manera d'un relleu clàssic–, i el de la National Gallery de Londres, pintat per als seus fills, inscrit en un marc oval a la manera d'un trompe l'oeil i acompanyat per les eines pròpies del seu ofici.
Molt singular i aliè a tots aquests models és el Retrat del senyor Antonio Hurtado de Salcedo, també anomenat El caçador (cap al 1664, col·lecció particular). És de gran format perquè aniria destinat a ocupar un lloc privilegiat a la casa del seu client, el que seria el marquès de Legarda. El retrata en plena munteria, de front i dempeus, amb l'escopeta recolzada en terra i en companyia d'un servent i tres gossos. Res en ell recorda els retrats pintats per Velázquez dels membres de la família reial en vestit de caça; i, al contrari, sembla més proper a unes obres de Carreño i amb una possible influència de van Dyck.

## Últims treballs i mort

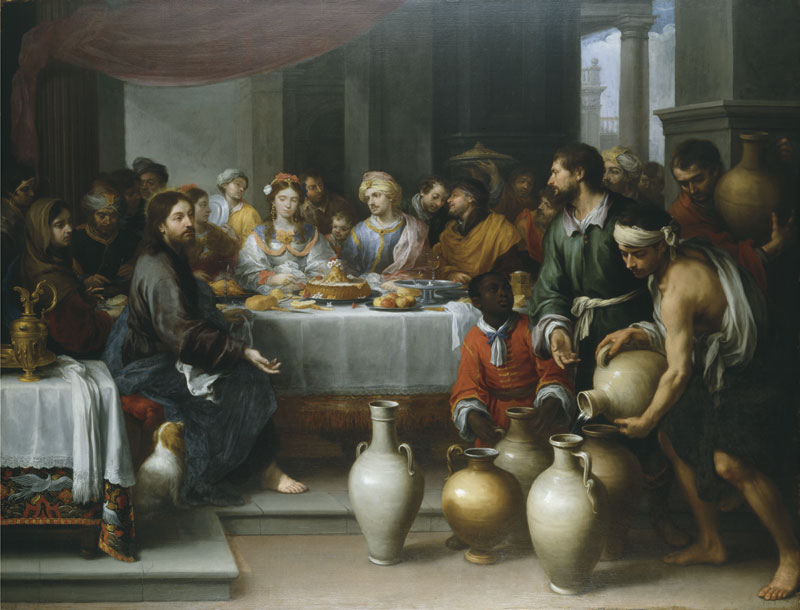
Les noces de Canà, cap a 1670-1675, oli sobre llenç, 179 x 235 cm, Birmingham, The Barber Institute. El banquet de noces permet a Murillo representar una escena amb colors vius, diversitat en el vestuari, tocs orientalitzants també a les estovalles, un variat repertori d'objectes de natura morta i amb el gran càntir de ceràmica com a eix de la composició.

Després de la sèrie de l'Hospital de la Caritat, esplèndidament pagada, Murillo no va rebre nous encàrrecs d'aquesta envergadura. Un nou cicle de males collites provocà la fam de 1678 i dos anys més tard un terratrèmol causà danys seriosos a la ciutat. Els recursos de l'església es van dedicar a caritat, deixant de banda l'embelliment dels temples. Amb tot, a Murillo no li va faltar el treball gràcies a la protecció dispensada per vells amics, com el canonge Justino de Neve i els comerciants estrangers establerts a Sevilla; rebé encàrrecs per pintar obres de devoció per als oratoris privats i també escenes de gènere. Nicolás de Omazur, instal·lat a Sevilla cap al 1669, va reunir fins a 31 obres de Murillo, alguna tan significativa com Les noces de Canà (Birmingham, Barber Institute). Un altre comerciant establert a Cadis cap al 1662, el genovès Giovanni Bielat, quan va morir el 1681 va deixar al convent de caputxins de Gènova els set quadres que posseïa de Murillo, que pertanyen a diferents períodes, i que actualment estan dispersos per diversos museus. Entre aquestes obres hi ha una nova versió en format apaïsat del tema de Sant Tomàs de Villanueva donant almoina (Londres, The Wallace Collection, cap a 1670), amb un nou i admirable repertori de captaires. A més a més, va llegar als caputxins de Cadis una certa quantitat de diners que van emprar en pintures per al retaule de l'església, encàrrec fet a Murillo.
La llegenda de la seva mort, tal com l'explica Palomino, està relacionada precisament amb aquest encàrrec. Hauria mort com a conseqüència d'una caiguda des de la bastida quan pintava a l'església d'aquest convent gadità; l'obra que realitzava era el quadre de grans dimensions sobre els Esposoris místics de santa Caterina. La caiguda li produí una hèrnia que «per la seva molta honestedat» no va voler reconèixer, i que li provocà la mort poc temps després. El cert és que el pintor va començar a treballar en aquesta obra sense sortir de Sevilla cap a finals de 1681 o començaments de 1682, i morí el 3 d'abril d'aquest any. Només uns dies abans, el 28 de març, havia participat encara en un dels repartiments de pa organitzats per la Germandat de la Caritat. El seu testament, on nomenava marmessors al seu fill Gaspar Esteban Murillo, clergue, a Justino de Neve i a Pedro Núñez de Villavicencio, fou datat a Sevilla el mateix dia de la seva mort. En el document declarava que deixava sense acabar, entre altres obres, quatre llenços petits que li havia encarregat Nicolás de Omazur i el gran llenç dels Esposoris místics de santa Caterina per a l'altar major dels caputxins de Cadis. D'aquesta obra, només va poder completar el dibuix sobre el llenç i iniciar l'aplicació del color a les tres figures principals. El va completar el seu deixeble Francisco Meneses Osorio, a qui corresponen íntegres els altres llenços del retaule, tots ells conservats en el Museu de Cadis.

## Deixebles i seguidors
A Sevilla, durant la segona meitat del segle xvii, la pintura de Murillo –amable, assossegada, amb els seus models de marededéus i sants impregnats d'una sentimentalitat delicada–, es va imposar a la de Valdés Leal –més decididament barroca i de caires dramàtics–; Murillo omplí amb el seu influx bona part de la pintura sevillana del següent segle. Es tracta, tanmateix, d'una influència superficial, centrada en la imitació de models i composicions, sense que cap dels seus seguidors assolissin el domini del dibuix, lleuger i solt, ni la lluminositat i transparència del color del mestre. Dels deixebles directes el més conegut és Francisco Meneses Osorio, que va completar el treball iniciat per Murillo en el retaule dels caputxins de Cadis; fou un pintor independent des de 1663. En les seves obres més personals s'observa, al costat de la influència de Murillo, també la de Zurbarán. El mateix succeeix amb Cornelio Schut, qui va arribar a Sevilla probablement ja format com a pintor, de qui es coneixen alguns dibuixos molt pròxims als de Murillo. Les seves obres a l'oli tanmateix són discretes i acusen una diversitat d'influències. Pel que fa a Pedro Núñez de Villavicencio, és una personalitat singular; era amic més que deixeble i cavaller de l'Orde de Malta, fet que li va permetre entrar en contacte amb la pintura de Mattia Preti. Els seus quadres, amb assumptes infantils (Nens jugant als daus, Museu del Prado), tot just recorden els del Murillo pel tema, perquè es va apartar d'ell tant a la composició –més bigarrada–, com en la tècnica, on va emprar unes pinzellades carregades de pasta.
Vinculats a la pintura de Murillo, sense que sigui possible precisar el grau de relació personal, cal citar Juan Simón Gutiérrez i Esteban Márquez de Velasco, dels qui ens han arribat algunes obres d'una certa qualitat i molt influïdes pel mestre. També Sebastián Gómez, sobre qui es va teixir una llegenda per situar-lo com el «esclau pintor» de Murillo, probablement per traçar un paral·lelisme amb la relació entre Velázquez i Juan de Pareja. Amb Alonso Miguel de Tovar i Bernardo Lorente Germán, el pintor de les Divines Pastores, la influència de Murillo s'endinsa en la primera meitat del segle xviii. Tots dos, junt amb Domingo Martínez –amb una pintura delicada i tendre–, van servir a la cort durant l'estada a Sevilla de 1729 a 1733. L'arribada de la cort a Sevilla representà un moment de glòria per a la pintura de Murillo, ja que la reina Isabel Farnese comprà totes les obres que va poder i, entre elles, una gran part de les que actualment es conserven al Museu del Prado. Per aquelles dates no quedava ja a Sevilla cap de les seves pintures de gènere i Palomino deixà escrit: «així avui en dia, fora d'Espanya, s'estima més un quadre de Murillo, que un de Ticià o de van Dyck. Tant pot el colorit, per aconseguir l'aura popular!».

## Recepció i valoració crítica

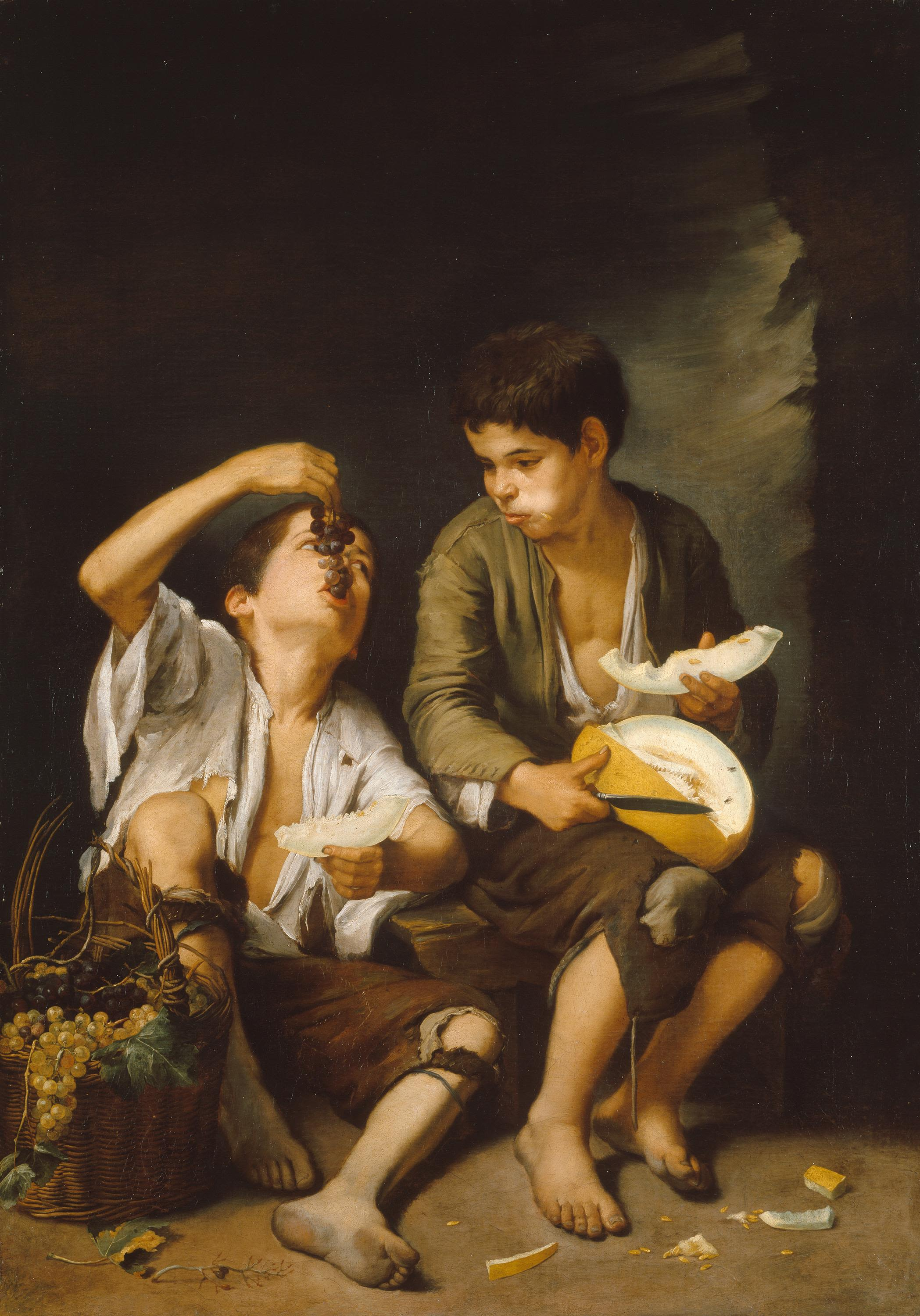
Nens menjant raïm i meló (Alte Pinakothek).

Hi ha pintures de Murillo documentades ja en antigues col·leccions flamenques i alemanyes, principalment d'escenes de gènere: Nens menjant raïm i meló –a Anvers, possiblement des de 1658–, i Nens jugant als daus, documentada l'any 1698 en la mateixa ciutat on tots dos quadres foren adquirits per Maximilià II. A finals del segle xvii van arribar algunes de les seves obres a Itàlia i Anglaterra. A Itàlia, foren obres de caràcter religiós donades pel comerciant genovès Giovanni Bielat. A Anglaterra, van arribar de la mà d'un tal lord Godolphin que el 1693 hauria comprat per un elevat preu un quadre titulat Nens de Morella; probablement l'obra és la que actualment es coneix com Tres nois i que fou subhastada amb la col·lecció del ministre plenipotenciari anglès a Roma. Però l'impuls decisiu en la difusió de la seva fama arribà amb la primera biografia dedicada al pintor, inclosa en l'edició llatina de 1683 de l'Acadèmia nobilissimae artis pictoriae del pintor i tractadista Joachim von Sandrart. En el llibre esmenta Diego Velázquez –els retrats del qual havien sorprès als romans–, i dedica una biografia a Josep de Ribera –però incloent-lo entre els pintors italians–, i una biografia a Murillo il·lustrada, a més a més, amb el seu Autoretrat. De fet, excepte la dada del naixement a Sevilla i l'any de la seva mort, res en la biografia de Sandrart era verídic; però amb la seva inclusió demostrava l'elevada estima que sentia per ell, situant-lo al nivell dels pintors italians i dient d'ell que era com un «nou Paolo Veronese». Com a detalls, von Sandrart imagina el seu enterrament acompanyat de solemníssimes exèquies, en el que porten el fèretre «dos marquesos i quatre cavallers de diversos Ordes, acompanyats d'una gran gentada, innombrable».
En canvi, cap de les seves pintures havia entrat a les col·leccions reials quan el 1700 es va fer el seu inventari, tot i que Palomino explica que una Immaculada de Murillo s'havia exposat a Madrid el 1670, tot causant una sorpresa general, i que Carles II l'hauria cridat a la cort, una oferta però que el pintor hauria descartat per la seva avançada edat. Fou precisament la biografia que li dedicà Palomino, publicada el 1724 –encara que amb algunes imprecisions–, el millor referent per al coneixement i valoració posterior de l'artista. En ella informava de l'elevada cotització que assolien les seves obres a l'estranger, el que va poder influir en l'adquisició de disset obres del pintor per part de la reina Isabel Farnese durant l'estada de la cort a Sevilla (1729-1733). Anton Raphael Mengs, primer pintor del rei Carles III i teòric de la pintura, que valorava sobretot a Velázquez, jutjà la pintura de Murillo com de dos estils diferents: el primer d'una major força per atenir-se al natural, i el segon de més «dolçor».
El prestigi de Murillo continuà augmentant al llarg del segle xviii i amb ell l'exportació de les seves obres, al punt que el 1779 es va dictar una ordre, signada pel comte de Floridablanca, per la que es prohibia expressament vendre a compradors estrangers els seus quadres, ja que «havien arribat a notícia del Rei que alguns estrangers compren a Sevilla totes les pintures que poden adquirir de Bartolomé Murillo, i d'altres cèlebres pintors, per a treure-les fora del regne. L'ordre afegia que els qui desitgessin vendre obres del pintor podien en qualsevol cas dirigir-se al rei per oferir-les en venda i que fossin així incorporades a les col·leccions reials, però els efectes d'aquesta disposició deurien ser molt limitats, ja que solament tres de les seves obres es van incorporar en aquest període a la Corona. Una d'elles, una Magdalena penitent, està actualment al museu de la Reial Acadèmia de Belles Arts de San Fernando, i fou decomissada a la duana d'Ágreda quan es pretenia exportar il·legalment.

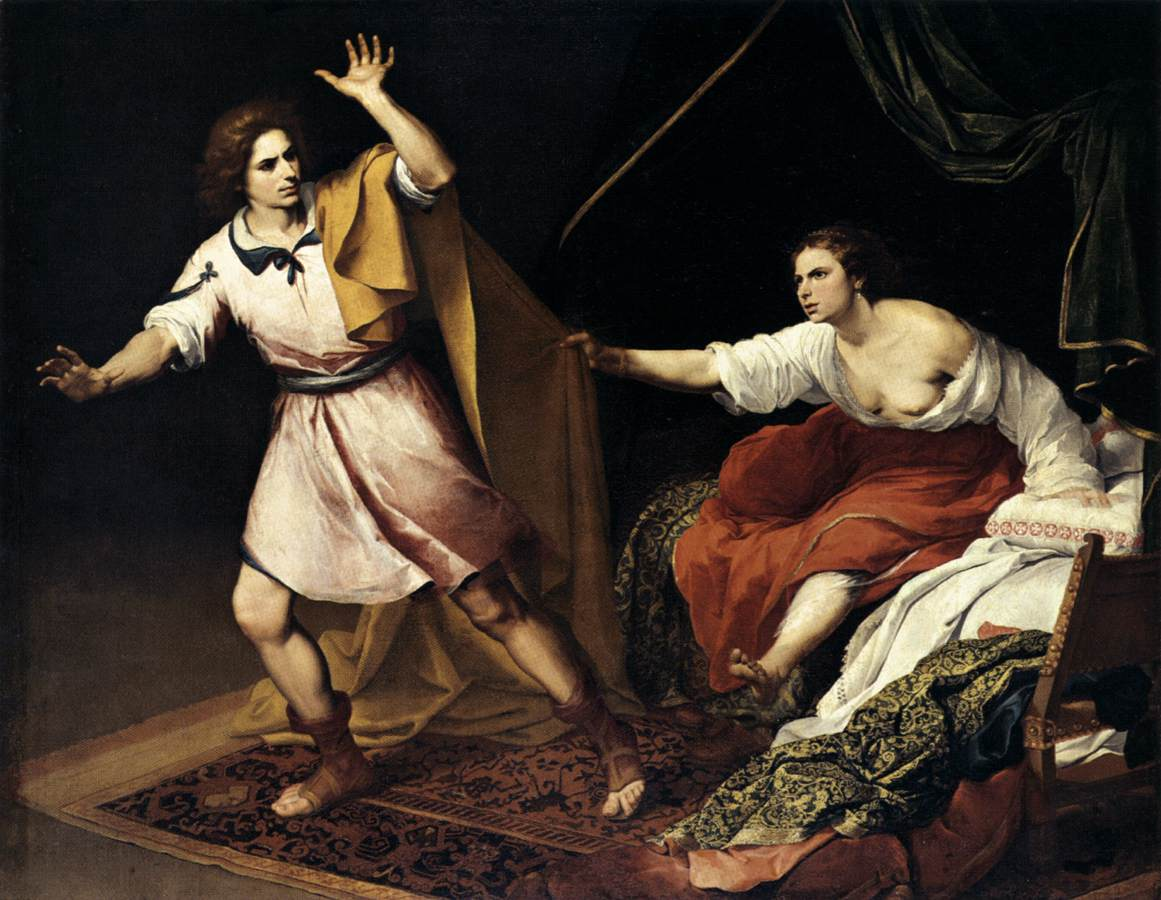
Josep i la dona de Putifar, cap a 1645, oli sobre llenç, 196,5 x 245,3 cm, Kassel, Gemäldegalerie Alte Meister. El quadre, amb una càrrega eròtica poc usual a la pintura espanyola, va ser adquirit a nom de Murillo pel Landgraviat de Hessen abans de 1765. Confiscat per les tropes franceses, es va exposar en el Louvre entre 1807 i 1815. Tornat als seus propietaris, fou considerat una obra italiana i atribuït pel museu a Simone Cantarini. El 1930 es va descobrir la signatura del pintor després d'una neteja, el que no va impedir que continuessin els dubtes sobre la seva autoria reivindicada després de l'aparició a una col·lecció particular d'una segona versió del mateix tema d'autografia indiscutible.

Bona mostra de l'interès suscitat per la pintura de Murillo a Anglaterra durant el segle xviii és l'autoretrat del pintor William Hogarth amb el seu gran danès, inspirat en l'autoretrat del sevillà. També les còpies d'obres de Murillo fetes per Gainsborough, qui va arribar a posseir un Sant Joan Baptista en el desert, considerat actualment com un treball de taller.
La recepció de Murillo a França fou més tardana en ésser silenciat per André Félibien. Tanmateix, ja durant el segle xviii, algunes de les seves obres van arribar al país, entre elles dues pintures de gènere propietat de la comtessa de Verrue i quatre obres religioses i el Jove mendicant, pintures adquirides per Lluís XVI i destinades al Louvre. Ja en el segle xix, la popularitat del pintor assoleix el seu punt culminant amb el trasllat realitzat pel mariscal Jean de Dieu Soult de moltes de les seves obres amb destinació al Musée Napoleó. Soult va confiscar a Sevilla nombroses obres del pintor, catorze d'elles per a la seva pròpia col·lecció, moltes de les quals mai han retornat a Espanya. El 1852, en subhastar-se la col·lecció del mariscal a París es van pagar 586.000 francs per la coneguda com a Immaculada de Soult, el preu més alt pagat fins aleshores per un quadre. Altres lots importants de pintures de Murillo van sortir a subhasta a París i Londres amb les col·leccions del banquer Alejandro Maria Aguado i Lluís Felip I, després de la seva exposició a la Galeria Espanyola del Louvre entre 1838 i 1848.
Entre els que a França van elogiar l'obra de Murillo destaca el pintor romàntic Eugène Delacroix, que va copiar la seva Santa Caterina, un model de bellesa femenina, de la mateixa manera que el pintor realista Henri Fantin-Latour deixaria la seva personal versió del Nen mendicant (Castres, Museu Goya). Théophile Gautier consagraria Murillo com el «pintor del cel», mentre Velázquez ho era de la terra, encara que no faltessin tampoc els crítics que com Louis Viardot van acusar el pintor de caure en excés en la vulgaritat amb els seus poc idealitzats personatges populars. Jacob Burckhardt, després de visitar la Galeria Espanyola del Louvre, considerarà Murillo com un dels més grans artistes de tots els temps, admirable pel realisme dels seus llenços en el que «la bellesa continua sent un tros de la natura», però també pel seu «curiós idealisme»; arriba a considerar l'Autoretrat de Londres superior als retrats de Velázquez.
Ja en la segona meitat del segle xix, Carl Justi –el gran biògraf de Velázquez– i Wilhelm von Bode van mantenir el prestigi del pintor a Alemanya. En aquell moment, la fama de Murillo començava a declinar entre els crítics de tot Europa, acusat de ser un pintor embafador, amb un excés de dulcesa, i mancat de tensió dramàtica; a més a més, un propagandista de la religió catòlica. Molta responsabilitat en aquest declivi entre els crítics foren les múltiples còpies de molt mala qualitat que es van fer de les seves obres, còpies en tota mena de suports, des d'estampes devotes i calendaris a capses de bombons. Segons Enrique Lafuente Ferrari aquests crítics s'havien oblidat de jutjar-lo en «el seu medi i en el seu temps», tasca a la qual es lliuraran, ja en el segle xx, August L. Mayer o Diego Angulo Íñiguez, entre d'altres. Aquests autors són els qui traçaran una biografia del pintor basada en la documentació i despullada de mites. Alhora, Diego Angulo presentava el 1980, a les portes del tercer centenari de la mort Murillo, el catàleg depurat de la seva obra completa.